# Slaget vid Breitenfeld
Slaget vid Breitenfeld (tyska: Schlacht bei Breitenfeld), även känt som slaget vid Leipzig, var ett fältslag som utkämpades vid byn Breitenfeld i kurfurstendömet Sachsen den 7 september 1631 under trettioåriga kriget. En svensk-sachsisk armé ledd av Sveriges kung Gustav II Adolf och den sachsiske kurfursten Johan Georg I mötte en kejserlig-ligistisk armé under generalfältmarskalk Johann Tserclaes Tilly.
Sveriges inträde i trettioåriga kriget år 1628 skedde i syfte att förhindra den Habsburgsk-katolske kejsaren Ferdinand II från att expandera sin makt till Östersjön och hota svenskt territorium. 1630 landsteg kung Gustav II Adolf med en svensk armé i Tysk-romerska riket och konsoliderade sin ställning i Pommern. Våren 1631 hade generalfältmarskalk Tilly samlat en armé för att försöka återställa den kejserliga kontrollen över norra Tyskland. Redan samma sommar invaderade Tilly kurfurstendömet Sachsen, vars kurfurste Johan Georg I valde att ingå förbund med Gustav II Adolf. Med förenade trupper på 40 150 man marscherade detta förbund till Leipzig för att möta Tillys armé, som uppgick till 31 400 man.
De tre arméerna möttes utanför Breitenfeld norr om Leipzig under början av september 1631. Vid inledningen av slaget slogs den sachsiska armén bort från slagfältet av det kejserliga kavalleriet, varpå Tilly med sitt infanteri försökte omfatta den svenska armén. Genom snabb improvisation och de svenska truppernas flexibilitet kunde den svenska armén omgruppera sig och inleda en serie motanfall mot Tillys trupper. Samtidigt gick Gustav II Adolf med sitt kavalleri till ett större motanfall och tvingade Tillys armé till reträtt. Ett resultat av slaget blev att Tillys armé förlorade två tredjedelar av sin styrka.
Genom den svensk-sachsiska segern vid Breitenfeld gick det kejserliga militära övertaget förlorat och Gustav II Adolf fick ökad operativ handlingsfrihet så att han kunde fortsätta kriget mot södra Tyskland. Tack vare segern kom Gustav II Adolf att få ryktet om sig att vara en av tidernas främsta fältherrar. Detta då hans armé uppvisade en kombination av stor eldkraft och lättrörliga stöttrupper, i förening med överlägsen disciplin, organisatorisk flexibilitet och stor initiativförmåga. Efterhand som kriget fortskred kom flera arméer, också den kejserliga, att börja använda sig av den vid Breitenfeld uppenbart överlägsna svenska stridstaktiken.

## Bakgrund

Karta över det Tysk-romerska riket år 1618.

Trettioåriga kriget var en sammanflätning av flera större och mindre sammanlänkade konflikter mellan protestanter och katoliker i Europa. Krigets första gnista var den protestantiska revolten i Böhmen, som inträffade efter den omtalade defenestrationen i Prag i maj 1618. I verkligheten underblåstes kriget på grund av flera inre och yttre spänningar gentemot den Habsburgska monarkin. Den religiösa splittringen mellan de katolska och protestantiska staterna inom Tysk-romerska riket kom att under krigets gång utvecklas till ett mindre världskrig mellan Europas maktblock. Det katolska Frankrike skulle under krigets andra halva komma att befinna sig i krig med såväl Habsburgarna som med det katolska Spanien. Spanien i sin tur hade under en längre tid varit involverat i Åttioårskriget mot Nederländerna. Sverige och Ryssland var i konflikt med det Polsk-litauiska samväldet. Senare kom även Danmark-Norge, kurfurstendömet Sachsen och andra mindre tyska stater och riksstäder att involveras i konflikten med den tysk-romerske kejsaren och ärkekatoliken Ferdinand II. Vid slutet av det böhmisk-pfalziska skedet (1618–1622) övergick kriget till det nedersachsisk-danska skedet. Genom ett framgångsrikt fälttåg i Nordtyskland kunde den kejserliga armén under generalissimus Albrecht von Wallenstein besegra den danska armén. Danmarks utträde ur kriget 1629 ledde till en nedtrappning av stridigheterna. De protestantiska staterna i Tyskland hade alltsedan krigets utbrott fått utstå svåra umbäranden. Mot bakgrund av kejsarens och den katolska sidans stärkta position utfärdades i mars 1629 Restitutionsediktets förordning, vilket skulle ha medfört ett ytterligare dråpslag mot de protestantiska staterna. Det var mot denna bakgrund, samt efter underskriften av separatfreden med Polen i september 1629, som Sveriges kung Gustav II Adolf planerade sitt eget ingripande i kriget och kom att bli en ledargestalt för de protestantiska trosförvanterna i Nordtyskland.

### Svensk landstigning i Pommern

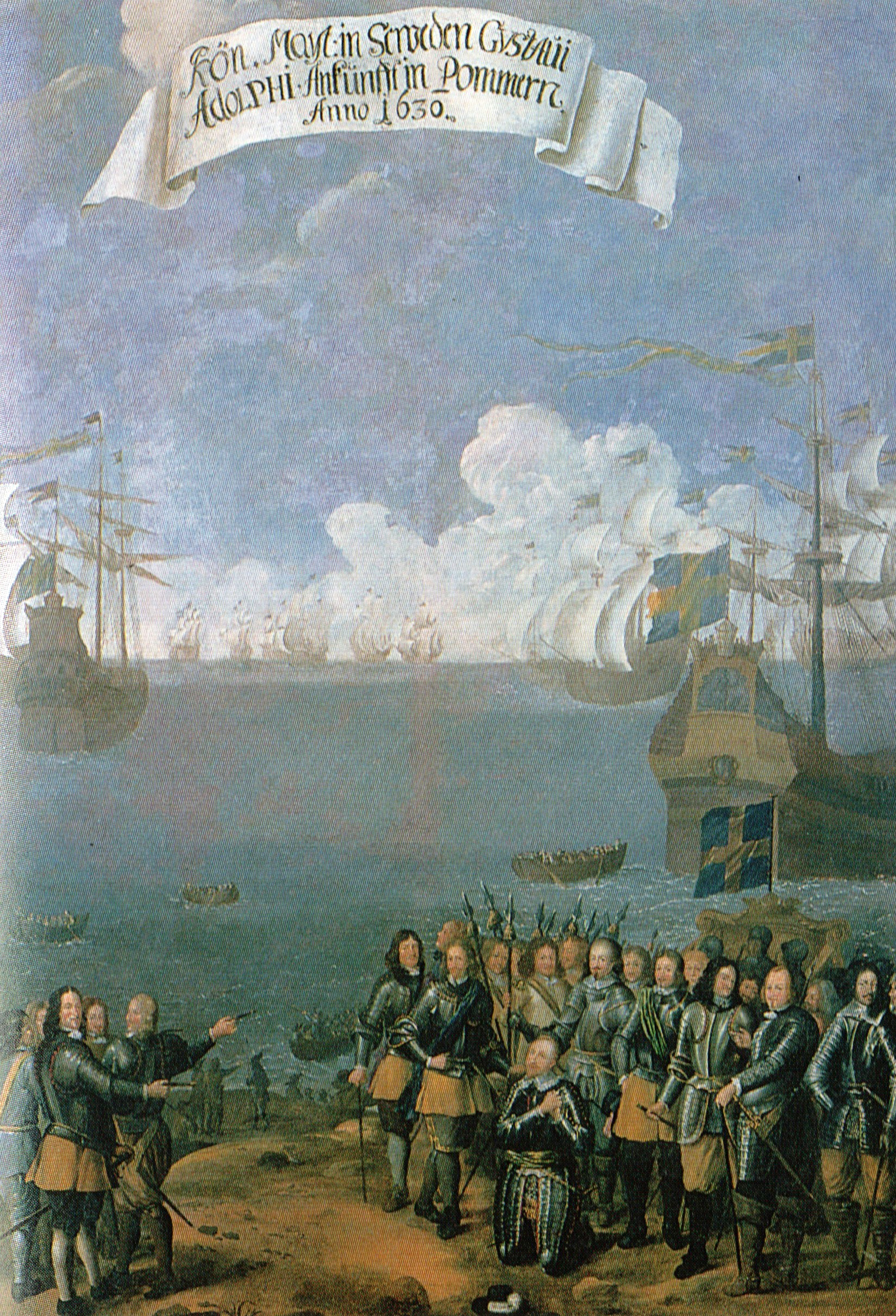
Gustav II Adolfs landstigning i Pommern (1630) av en okänd konstnär.

Det trettioåriga krigets tredje fas (1630–1635) kallas det svensk-tyska skedet av kriget.
De nordtyska länderna låg inom Sveriges närmaste intressesfär; om de katolska arméerna hade kunnat bygga upp en flotta i Östersjön hade de kunnat bli ett hot mot svenskt territorium. Då Sverige gick med i kriget eskalerade konflikten, som därefter kom att sprida sig vidare längs olika fronter såväl inom som utanför Europas gränser.
Gustav II Adolf lade till att börja med fram konturerna till en diplomatisk lösning av konflikten, som var avsedd att tillgodose protestanternas intressen i Nordtyskland. Efter inledande förhandlingar med Ferdinand II i Danzig våren 1630 visade det sig dock omöjligt för kungen att nå en tillfredsställande uppgörelse. Trots fortsatta och vittgående anbud misslyckades Gustav II Adolf också initialt med att nå en uppgörelse med kurfursten Johan Georg I av Sachsen. Som medlem i kurfurstekollegiet hade Sachsen en dominerande ställning bland de protestantiska riksständerna i den kejserliga riksdagen. Under kurfurstedagen i Regensburg i augusti 1630 framtvingade kurfurstekollegiet, vilka såg kejsarens växande makt som ett hot, ett avskedande av Wallenstein och en reducering av såväl den kejserliga som den katolska ligans respektive arméer.
Inför ståndsriksdagen 1628 och 1629 talade Gustav II Adolf om nödvändigheten av Sveriges inträde i kriget. Dels till försvar av den protestantiska tron och dels på grund av de kejserliga flottrustningarna i Nordtyskland, vilka kunde utgöra en stor fara för det svenska riket. Efter att hela riksdagen godkänt kungens krigsförklaring, steg Gustav II Adolf den 17 juni 1630 med sin armé på 13 200 man ombord på den svenska flottan vid Älvsnabben i Stockholms skärgård; flottan bestod av 60 krigsfartyg och 200 mindre båtar. Den 25 juni 1630 rundade flottan udden Perd på Rügen. Två dagar senare landsteg kungen med armén på tysk jord vid Peenemünde på Usedom. Deras landstigning förflöt utan motstånd från kejserlig sida, vars få garnisoner i området retirerade till Wolgast. I september avskedades Wallenstein som överbefälhavare för den kejserliga armén. Wallensteins sista åtgärd, innan han lämnade sin post, var att förstärka garnisonerna i Pommern och Mecklenburg med 30 000 man. Då dessa provinser var fattiga och därför oförmögna att försörja dessa trupper, kunde trupperna inte utplaceras över ett stort försvarsområde.
Från Östersjön kunde Gustav II Adolf försörja sin armé genom regelbundna proviantleveranser från det svenska fastlandet. Under den första månaden efter landstigningen ockuperade svenskarna staden Kammin och öarna Rügen, Usedom och Wollin. Den 20 juli erövrade de Pommerns huvudstad Stettin, vars garnison kapitulerade utan motstånd. Pommerns hertig Bogislav XIV tvingades ingå förbund med Gustav II Adolf och i följd av detta bistå med försörjningen av kungens armé. Vidare erhöll kungen subsidier från Mecklenburgs avsatta hertigar, vars områden tidigare hade ockuperats av Wallenstein och som således såg kungen som deras befriare. I början av augusti inledde generalmajor Dodo zu Knyphausen för den svenska sidan, tillsammans med 5 000 man, en belägring av Wolgast, som han efter tre veckor, den 25 augusti, kunde inta. Kort efteråt försökte Knyphausen även belägra kuststaden Kolberg. Då både Kolberg och den närliggande staden Greifswald gjorde hårdnackat motstånd tvingades Knyphausen vid slutet av 1630 att dra sig tillbaka. Genom sommarfälttåget detta år kunde det svenska brohuvudet längs den tyska Östersjökusten ändå konsolideras, samtidigt som den svenska armén kunde förstärkas genom nyrekryteringar från närområdet.

### Svenska fälttågen i Mecklenburg och Pommern

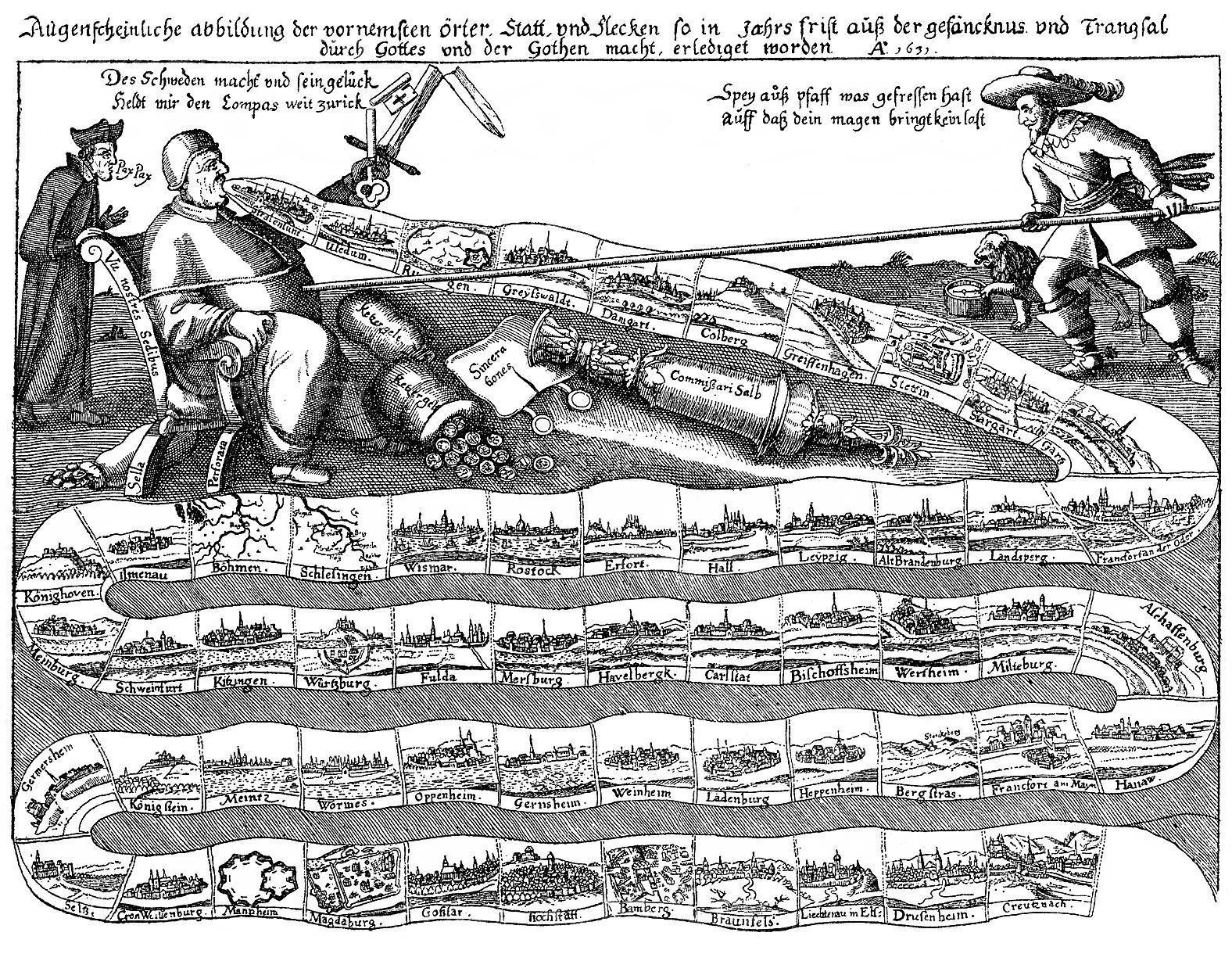
Samtida tysk tidningsbild från 1630-talet som skildrar hur Gustav II Adolf tvingar påven Urban VIII, symbolen för den katolska trosuppfattningen, till att lämna ifrån sig alla protestantiska städer och fästningar i Tyskland som erövrats av katolikerna.

Vid början av fälttåget var Gustav II Adolf i stark ekonomisk och militär beroendeställning gentemot de tyska protestanterna, vars entusiasm för den svenska landstigningen var ytterst begränsad. I kurfurstendömena Sachsen och Brandenburg samt i några mindre hertigdömen betraktades Gustav II Adolf som en i riket inträngande främling. Endast lantgreven Vilhelm V av Hessen-Kassel, staden Magdeburg och hertigarna av Mecklenburg och Sachsen-Weimar vågade öppna förbindelser med honom. På den katolska sidan förfogade Ferdinand II över en armé på totalt 100 000 man, men av logistiska skäl hade styrkan stadigt minskat till en fältarmé om 60 000 man. Den bestod av 40 000 kejserliga soldater och 20 000 ligistiska soldater, under gemensamt befäl av Wallensteins efterträdare, generalfältmarskalk Johann Tserclaes Tilly. Den italienske fältmarskalken Torquato Conti förde befälet över de kejserliga trupperna i Pommern. Men Wallensteins avsked hade skapat en förvirrande situation, och truppernas dåliga skick gjorde Conti oförmögen att stoppa Gustav II Adolfs erövringståg.

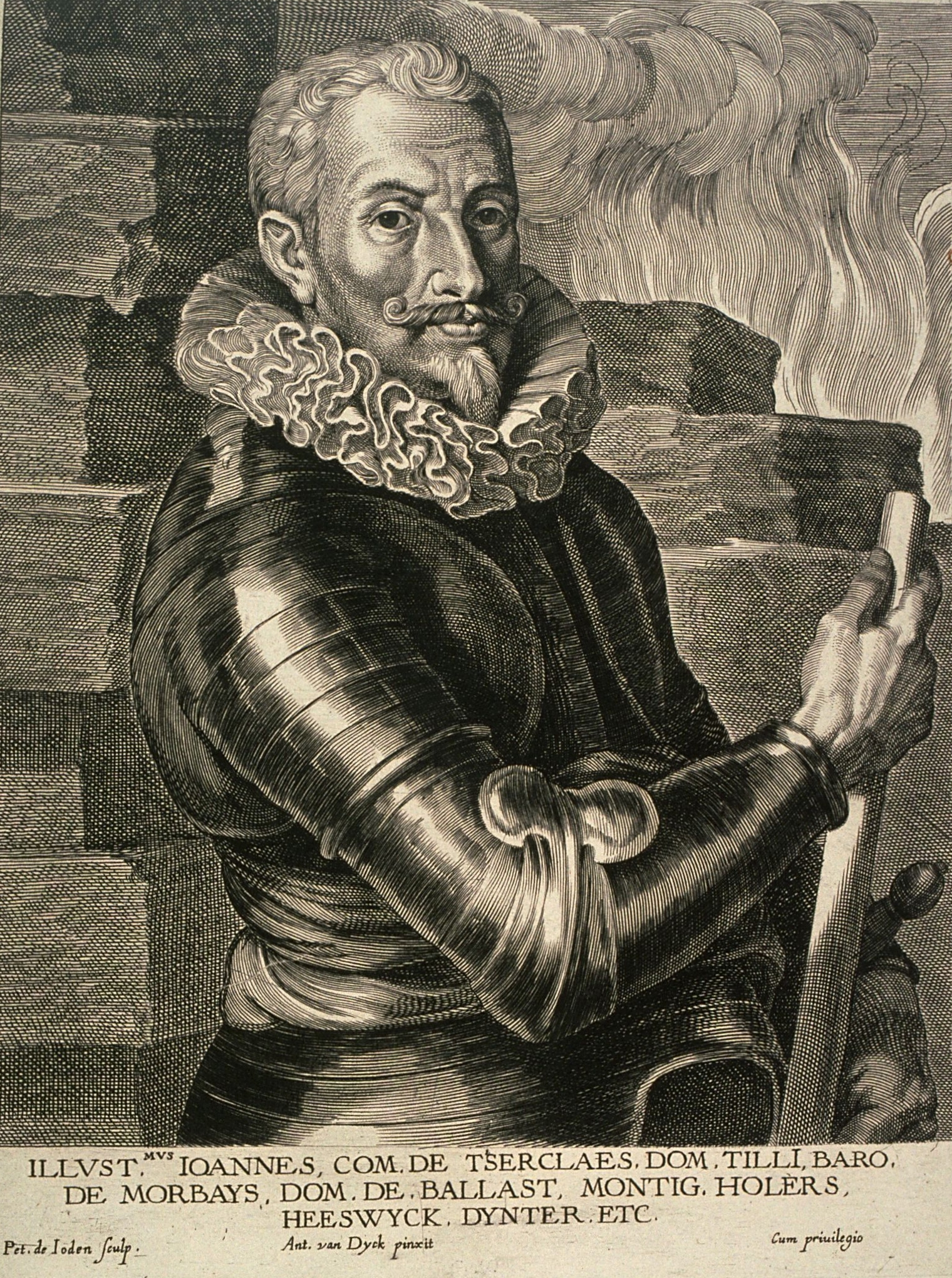
Generalfältmarskalk Johann Tserclaes Tilly, överbefälhavaren för den kejserliga respektive katolska ligans arméer. Gravyr av Anthonis van Dyck.

Efter att den svenska armén under sommaren 1630 konsoliderat sina territorier i Pommern, kunde Gustav II Adolf gå vidare mot Mecklenburg. I slutet av september invaderades Mecklenburg av 12 000 svenska soldater med det huvudsakliga målet att säkra flodövergångarna över Elbe. Hälften av dessa trupper, under kungens direkta befäl, erövrade staden Ribnitz och vissa mindre kejserliga fästningar innan de inledde en belägring av hamnstaden Rostock. Under tiden kom hans allierade Vilhelm av Hessen den 23 oktober att besegras i ett fältslag av den kejserlige fältmarskalken Gottfried Heinrich zu Pappenheim, vars trupper hade anlänt till Elbes nedre trakter. Samtidigt lyckades överste Federigo di Savelli förstärka Rostocks försvar och därigenom avskräcka de nu numerärt underlägsna svenska trupperna. Gustav II Adolf valde därför under mitten av oktober att avbryta belägringen och återvända till Pommern.
Denna resultatlösa expedition fick kungen att ge upp sina försök att erövra Elbes flodövergångar och fick honom att i stället rikta sin uppmärksamhet mot floden Oder längre österut. Under vintermånaderna 1630 förstärkte han sin armé så att den i slutet av året omfattade över 100 000 man, inklusive garnisoner. Han delade nu upp sin armé i fyra separata armékårer. Den största var den kungliga armén på 30 000 man, under kungens personliga befäl. En armékår på 15 000 man under ledning av kungens ställföreträdare, fältmarskalk Gustaf Horn, ryckte fram längs floden Oder. Senare förstärktes Horns armé med 11 000 man under generalmajor Maximilian Teuffel, vilken vid denna tid hade övergivit belägringen av Kolberg. En mindre armékår på 2 500 man under överste Dietrich von Falkenberg skickades för att förstärka Magdeburgs garnison. Slutligen landsteg en brittisk expedition på 15 000 man under markis James Hamilton vid mynningen av floden Peene och förberedde sig på att ansluta till kungens armé. På den katolska sidan kunde Conti med 12 000 kejserliga soldater besätta starka fästningar vid Gartz och Greifenhagen. Fästningarnas närhet till Stettin beredde svenskarna stora problem när det gällde kontrollen över floden Oder och gällande de svenska förbindelselinjerna mellan Pommern och Magdeburg.
Under juldagen 1630 gick Gustav II Adolf till ett överraskningsanfall mot både Greifenhagen och Gartz. Garnisonen i Greifenhagen förintades medan den i Gartz slog till reträtt efter svenskarnas terrorbombning av fästningen. De flyende trupperna under ledning av överste Hannibal von Schauenberg lyckades bringa sig i säkerhet genom att retirera till Brandenburg. Trots sina ringa förluster på 500 man under hela den svenska operationen, tvingades Conti, tillsammans med samtliga kejserliga soldater, att utrymma hela Pommern. Under tiden hade Tilly med sin armé anlänt till Frankfurt an der Oder i mitten av januari 1631, efter att ha tillryggalagt de 30 milen i en tio dagars ilmarsch. Gustav II Adolf marscherade nedströms Oder och intog staden Bärwalde den 13 januari 1631. Här mötte kungen den franske diplomaten Hercule de Charnacé. Med denne som motpart undertecknade kungen ett femårigt fördrag där Frankrike skulle betala 400 000 riksdaler årligen till den svenska krigskassan, för att Gustav II Adolf i gengäld lovade att hålla en armé om minst 36 000 man i Tyskland. Genom detta fördrag fick kungen en allierad. Samtidigt hade den franske statsmannen Richelieu i skepnad av den svenska kungen organiserat en motståndare till Ferdinand II, och Richelieu behövde därigenom inte själv ge sig in i kriget.

### Stormningarna av Frankfurt (Oder) och Magdeburg
I februari 1631 inledde Gustav II Adolf sitt andra invasionsförsök av hertigdömet Mecklenburg. Den 19 mars 1631 lämnade Tilly med sin armé Frankfurt an der Oder och gick mot hertigdömets gräns. Tilly intog och plundrade hänsynslöst den upproriska staden Neubrandenburg, medan Gustav II Adolf undvek två direkta konfrontationer med Tillys armé och i stället erövrade staden Demmin. Kungen riktade sedan sin fokus på Frankfurt an der Oder, dels för att säkra flodövergången över Oder och dels för att avhålla Tilly från att hota Magdeburg. Vid underrättelsen om svenskarnas planer kom Tilly i ett dilemma huruvida han skulle undsätta Frankfurt eller slutföra sin belägring av Magdeburg. Den 13 april anlände Gustav II Adolfs armé på 23 000 man utanför murarna runt Frankfurt (Oder). Med vetskap om de kejserligas plundring av Neubrandenburg, ämnade kungen tillse att Frankfurt skulle få betala med samma mynt. Samma dag gick svenskarna till ursinnigt anfall mot staden. Efter en hård strid, där 800 svenska soldater stupade, intogs staden, och 3 000 man ur stadens garnison massakrerades tillsammans med ett antal beväpnade borgare. Vid underrättelsen om Frankfurts fall återvände Tilly omedelbart till Magdeburg med 25 000 man.

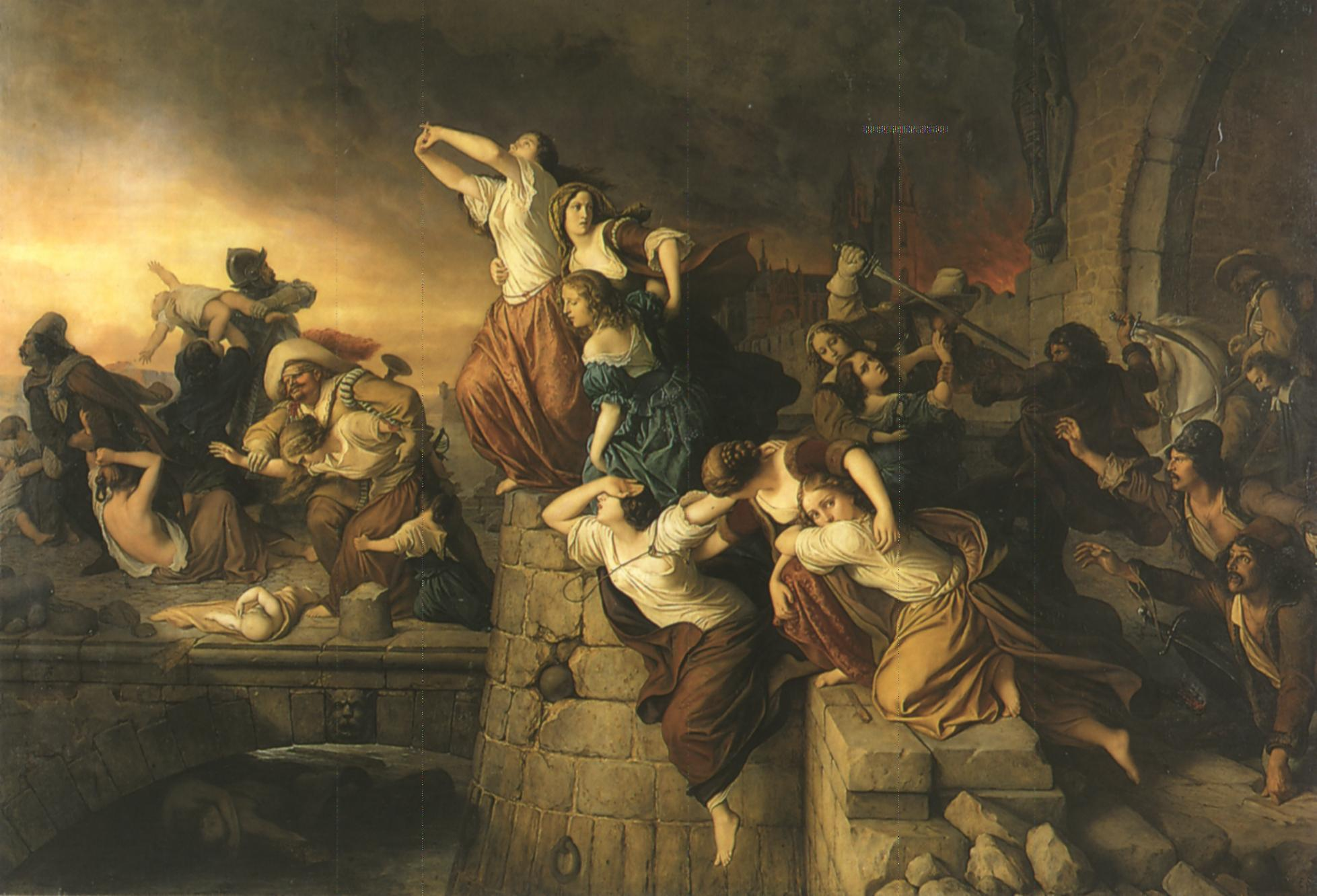
Plundringen av Magdeburg (Magdeburgs jungfrur), målning av Eduard Steinbrück.

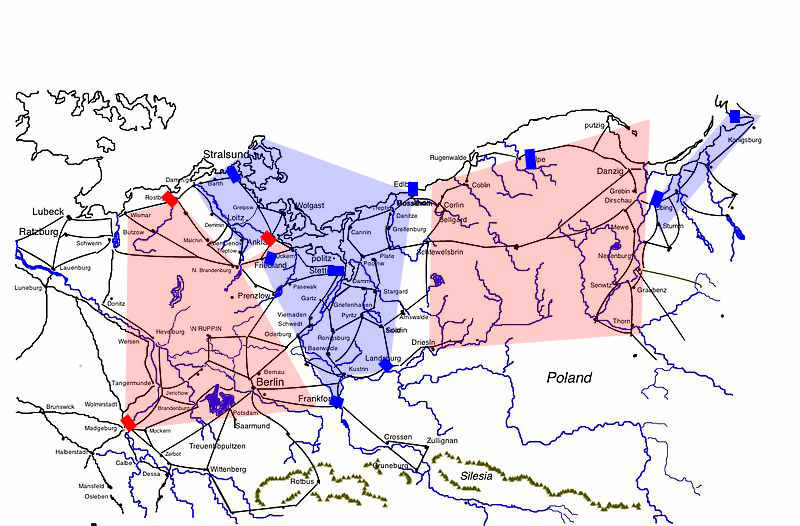
Svenskarnas och kejserligas territorier i Pommern efter svenskarnas erövring av Kolberg, Landsberg och Frankfurt.

Kort efter erövringen av Frankfurt an der Oder kunde svenska trupper inta staden Landsberg. Även garnisonen i Kolberg kapitulerade under mars månad 1631, efter fem månaders motstånd mot svenskarna. Gustav II Adolf hade därmed tagit kontrollen över hela territoriet nordost om Frankfurt och kunde utöva ett diplomatiskt tryck gentemot de protestantiska kurfurstarna. I maj 1631 lät han sina trupper marschera mot Potsdam och Berlin, som hölls av hans svåger, kurfurst Georg Vilhelm av Brandenburg, och lyckades erövra fästningen Spandau. Genom dessa krigshandlingar tvingades kurfursten ingå förbund med Sverige, och vid ratificeringen av förbundet den 22 juni 1631 enade man sig om att Brandenburg skulle bistå med månatliga subsidier till den svenska krigskassan. Trots detta hot mot hans norra gräns, kunde Johan Georg av Sachsen ännu ej varken övertalas eller tvingas att ingå förbund med Sverige. I stället iakttog han en fortsatt strikt neutralitetspolitik i förhållande till de fälttåg som ägde rum runt hans kurfurstendöme, en politik som satte hinder för både kungens och Tillys krigföring.
Sedan början av april 1631 var Magdeburg belägrat av kejserliga trupper. Stadens kommendant Falkenberg beordrades av Gustav II Adolf att hålla ut i minst två månader. Inledningsvis hade Falkenberg kunnat dra nytta av den tidsvinst som uppstod genom Tillys tveksamhet, genom att förstärka stadens försvarsverk och omorganisera sin 2 500 man starka garnison till att stödjas av 5 000 beväpnade borgare. Men då Tilly efter Frankfurts fall återvände till Magdeburg i slutet av april lät han metodiskt och systematiskt anfalla stadens yttre försvarsverk från flera sidor, vilka stegvis övergavs av de svenska försvararna. De kejserliga trupperna grävde löpgravar som vid mitten av maj löpte på endast fem meters avstånd från stadens murar. Den 18 maj skickade Tilly sitt sista ultimatum angående en kapitulation till staden. Denna förvägrades dock av stadens ledning. Den 19 maj höll Tilly krigsråd med sina generaler, där man beslutade om att följande dag göra ett sista anfall mot staden från sex håll. Under morgonen den 20 maj bombarderades staden av Tillys kanoner och kejserliga trupper bröt sig in i staden från flera håll. Staden stacks i brand, Falkenberg och hela stadens garnison massakrerades och de kejserliga trupperna plundrade staden under flera dagar medan de begick grymma våldshandlingar mot stadens 25 000 invånare. Då Tilly den 24 maj beordrade att plundringen skulle avbrytas hade Magdeburg förvandlats till en pyrande spökstad, där 20 000 av dess tidigare invånare låg på gatorna eller bland de sönderbrända husen.

### Striderna längs Elbe
Förintelsen av Magdeburg fick konsekvenser för såväl Tilly som Gustav II Adolf. Tilly blev oförmögen att försörja sina trupper i stadens närområde, medan kungens misslyckande att undsätta staden i tid kom att skada hans goda rykte. En annan följd blev också, att förlusten kom att motivera kungen till att överge sin tidigare försiktiga krigföring och i stället söka upprättelse för den hänsynslösa massakern på Magdeburgs protestantiska befolkning.
Från Magdeburg marscherade Tilly för att möta Gustav II Adolfs trupper. Genom nyrekryteringar och färska trupper från Norditalien, vilka tidigare hade varit engagerade i det mantuanska tronföljdskriget, fick Tillys fältarmé stöd från tre uppmarscherande arméer på totalt 30 000 man. Tilly beslutade sig för att dela upp sin fältarmé i två delar: den ena, under Pappenheim, beordrades att bevaka Magdeburgs närområde medan den andra, som han själv förde, skulle marschera mot Thüringen för att möta Sachsen-Weimars trupper. Samtidigt marscherade två kejserlig-ligistiska arméer söderifrån under generalerna Egon von Fürstenberg och Johann von Aldringen, vilka ockuperade Württemberg och staden Ulm, medan en tredje armé under general Otto Heinrich Fugger ockuperade Hessen.
Gustav II Adolf förberedde sig nu på att förhindra vidare kejserliga härjningar genom att etablera en stark försvarslinje längs floderna Elbe, Havel och Spree. Han skickade även mindre detachement till Mecklenburg och Schlesien. Pappenheim var vid denna tid förargad över sin stillastående position vid Magdeburg. Han beslutade i början av juli att på eget bevåg med sina 13 000 man inleda en större offensiv mot Havelberg, Werben och Burg, utgående från sitt brohuvud vid Havel. Svenskarna gjorde en omedelbar motoffensiv som på en vecka drev tillbaka Pappenheims trupper till andra sidan av Havel och erövrade det strategiskt viktiga brohuvudet Tangermünde. Gustav II Adolf lät omgruppera sin armé för att med 30 000 man försöka utmana Tillys kejserlig-ligistiska armé, vilken ännu inte hade sammanstrålat med sina söderifrån kommande förstärkningar. Samtidigt gjorde kungen upp en försvarsplan som koncentrerades runt staden Werben, som svenskarna nyligen hade återerövrat från Pappenheims trupper. Tilly hade under tiden sammanstrålat med Pappenheims armé, och med 20 000 man ville de utmana Gustav II Adolf på batalj. Kungen i sin tur hade samlat 15 000 man vid ett starkt befäst läger i Werben.

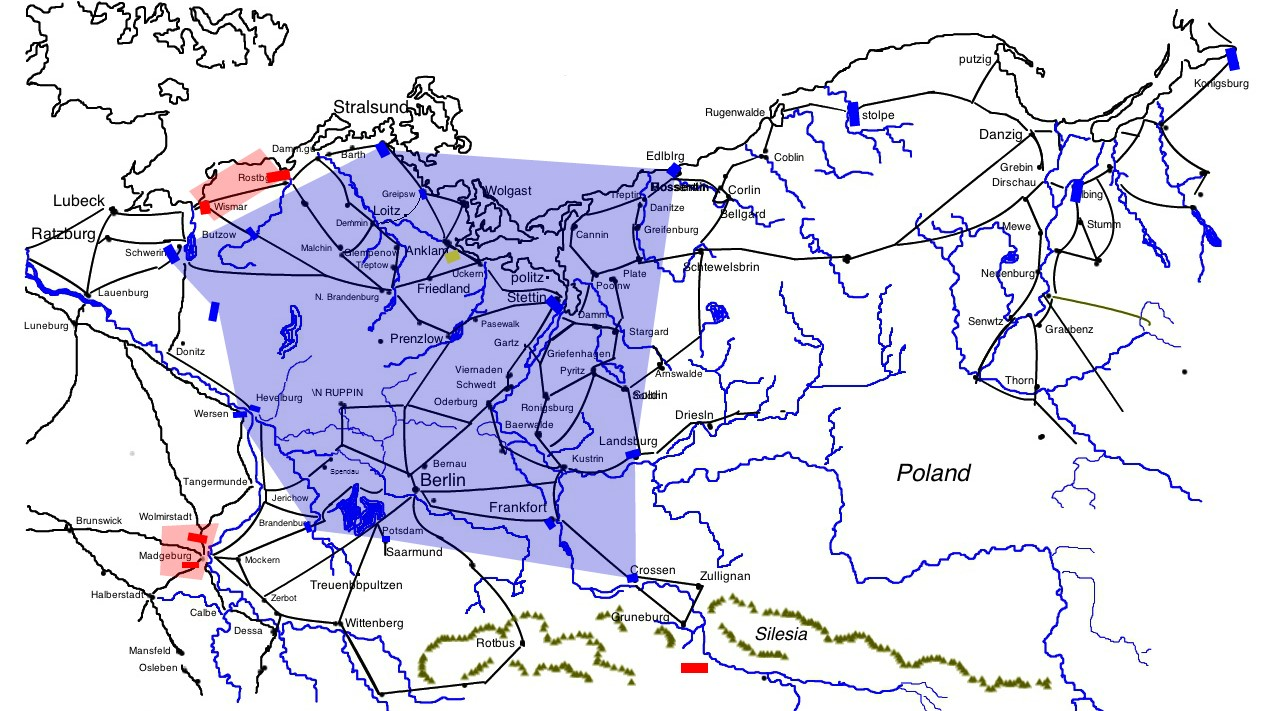
Svenskarnas territorium i norra Tyskland i augusti 1631.

Tilly ryckte långsamt fram mot Werben och den 27 juli blev vissa av hans regementen, som han stationerat vid Burgstall, bortjagade av svenska kavalleriförband. Bedrövad över denna händelse anlände Tilly med sin armé utanför Werben den 5 augusti. Han förstod att ett frontalanfall mot svenskarnas starka läger skulle kunna sluta i en massaker på hans trupper. På morgonen den 6 augusti lät Tilly dock sina trupper rycka fram mot lägrets svagaste punkter i skydd av tjock dimma. När dimman senare plötsligt skingrades, utsattes Tillys trupper omedelbart för svenskarnas artillerield och tvingades retirera under svåra förluster. Tilly rangerade därpå sin armé i stridsformation och höll denna under två dagar, men Gustav II Adolf vägrade att anta Tillys utmaning. Då den senare inte ville riskera ett nytt anfall mot svenskarnas starka ställning gick de kejserliga trupperna till reträtt den 8 augusti. Både Tilly och kungen använde de följande veckorna till att förstärka sina arméer. Vid ankomsten av Fürstenbergs armé vid slutet av augusti förfogade Tilly över sammanlagt 35 000 man, medan Gustav II Adolfs armé vid denna tidpunkt var numerärt underlägsen.

### Kraftsamlingen vid Leipzig
Den sachsiska neutralitetspolitiken fortsatte att sätta hinder för Tillys armé. Kurfurstendömet blockerade förbindelselinjerna mellan de kejserliga och ligistiska arméerna som gick över svenskarnas försvarslinje vid floderna Elbe och Oder. Vidare ville Johan Georg I förstärka sitt kurfurstendöme genom att fatta beslut om en nyrekrytering av milisregementen. Detta beslut möttes av både förkastelse och hotelser från Ferdinand II. Tilly fruktade att den sachsiske kurfursten skulle alliera sig med Gustav II Adolf, vilken redan hade ingått förbund med Brandenburg. För att ställa Johan Georg I inför ett ultimatum angående sina rekryteringar, valde Tilly att invadera kurfurstendömet i juni 1630. Kurfursten ville vid denna tidpunkt vinna tid genom att uppta förhandlingar med Tilly, för att undvika en direkt motoffensiv. Men Tilly valde att snabbt avsluta förhandlingarna och i stället inleda en belägring av Leipzig.

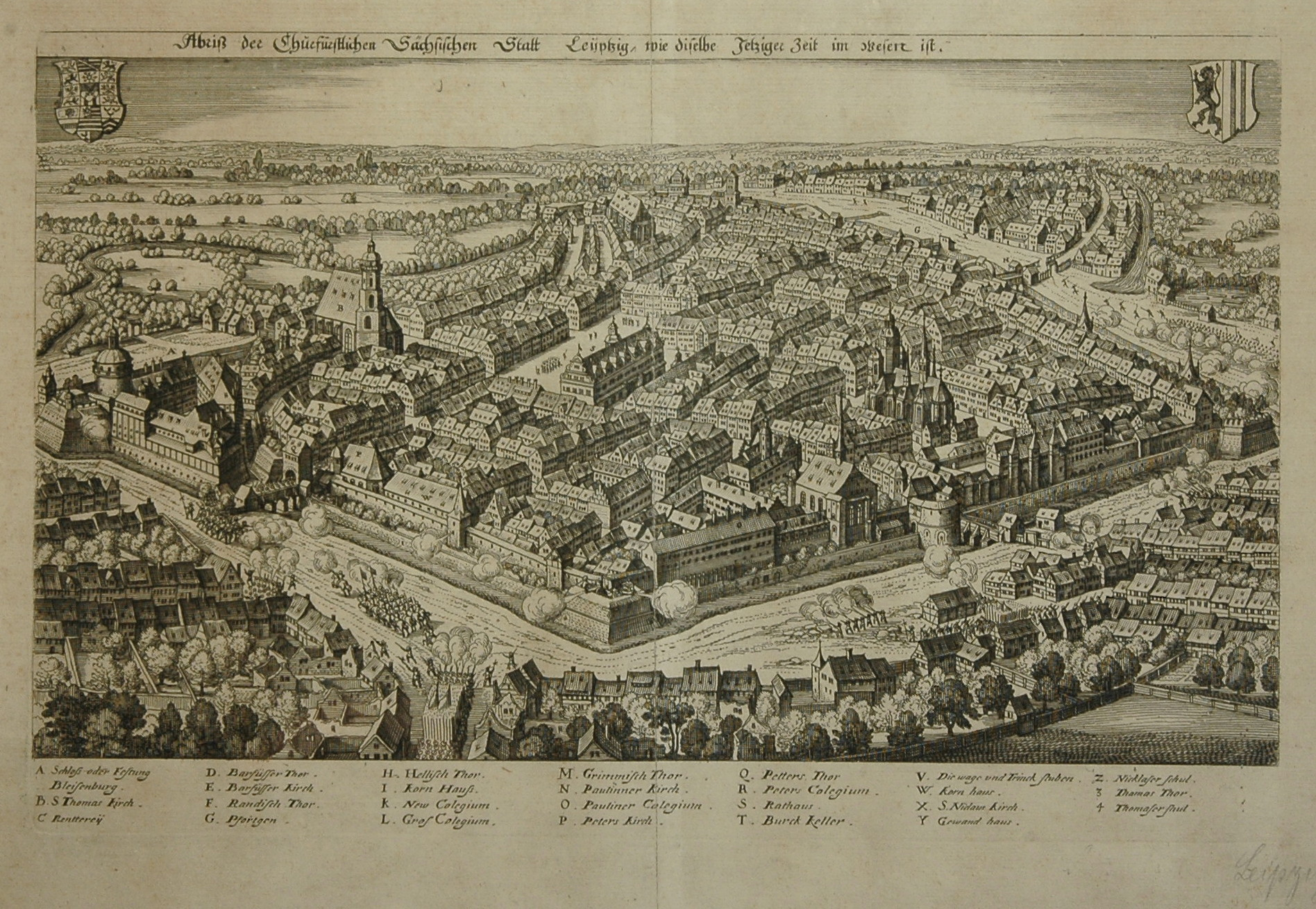
Samtida kopparstick föreställande den belägrade staden Leipzig.

Med det överhängande hotet om en kejserlig ockupation av hans kurfurstendöme, beslutade sig Johan Georg I den 30 augusti att ingå förbund med Gustav II Adolf. Med sina förenade styrkor var deras mål nu att möta Tillys armé och häva belägringen av Leipzig. I slutet av augusti valde även Bremen och Vilhelm V av Hessen-Kassel att bli en del av den protestantiska alliansen. Gustav II Adolf och Johan Georg I förenade sina arméer den 15 september vid staden Düben. Vid denna tid hade Tillys armé redan stormat och intagit Leipzig. Vid denna tidpunkt skiljde endast 25 kilometer de olika kontrahenterna åt. Tilly hade nu inte längre möjligheten att undvika en konfrontation, och hade med sina styrkor samtidigt hamnat i ett numerärt underläge som en följd av föreningen av de båda protestantiska regenternas arméer. En reträtt i sydlig riktning skulle förvärra hans situation, då ett inträde i Böhmen skulle kunna leda till en krigsförklaring från Wallenstein, som sedan våren 1631 hade påbörjat förhandlingar med Gustav II Adolf. Tillys enda hopp var att konsolidera sin position vid Leipzig och invänta förstärkningar. En ligistisk armé på 17 000 man under general Aldringen var redan i anmarsch söderifrån. Under tiden hade den protestantiska styrkan, bestående av 30 000 svenskar och 20 000 sachsare, samlat sig vid Düben.
I kraft av det numerära överläget kände sig Gustav II Adolf självsäker inför ett kommande möte med Tillys samlade armé. Fram till denna tidpunkt hade han medvetet och disciplinerat undvikit en direkt konfrontation med den kejserliga armén. Han beordrade fältmarskalk Horn att samla underrättelser om sin motståndare vid Leipzig. Kungens självsäkerhet förstärktes ytterligare av att de svenska spanarna hade underskattat de kejserliga truppernas styrka. Samtidigt betraktade han krigsberedskapen hos den med honom allierade kurfurstens sachsiska armé med stor tveksamhet. Två dagar efter sammanstrålningen vid Düben hade den svenska armén förlorat 10 procent av sin styrka, vilket inbegrep desertörer samt sjuka och skadade soldater. Tillys spanare hade i sin tur överskattat sin motståndares samlade styrka. Detta fick Tilly att vilja undvika en öppen sammandrabbning med en så stark fiendestyrka, och i stället ville han fortsätta att invänta förstärkningar genom Aldringens armé.
Som en motreaktion på Tillys fördröjningsstrategi ville den otålige Pappenheim sporra Tilly till att omedelbart rycka fram och krossa den protestantiska armén, vilken han själv betraktade som en stor "pöbelarmé". Pappenheim påpekade att ytterligare dröjsmål med avseende på ankomsten av Aldringens armé skulle reducera deras chans att äntligen få göra upp med den "arrogante" svenske kungen, vars armé de under några månaders tid konsekvent undvikit. Å sin sida medgav Tilly att han hade mindre respekt för de sachsiska trupperna. Men under sitt förra fälttåg mot svenskarna hade han lärt sig att respektera Gustav II Adolfs fältherreegenskaper och yrkade på att anfalla kungens armé först vid ett gynnsamt tillfälle. Däremot propagerade stora delar av hans generalstab för Pappenheims förslag om ett omedelbart anfall, främst Fürstenberg och nästan samtliga yngre officerare. Endast ett fåtal äldre generaler följde Tillys linje angående att först invänta förstärkningar. För att hämma den interna splittringen i sin generalstab ville Tilly trösta Pappenheim genom att skicka honom på en spaningsexpedition i spetsen för 2 000 kejserliga ryttare. Pappenheim i sin tur ville dock utnyttja denna expedition till att provocera sin motståndare till en sammandrabbning. Till Tilly sände han en falsk rapport om att delar av hans trupper hade deserterat till Gustav II Adolf och lurat honom i en fälla, och att hans ryttare skulle gå under om inte den kejserlig-ligistiska armén skulle komma till hans undsättning. Trots att Tilly redan var medveten om Pappenheims intentioner ville han inte riskera att förlora sina kejserliga ryttare, och beslutade sig således för att marschera till Pappenheims undsättning med hela sin armé. Pappenheims vision blev nu delvis verklighet, då hans ryttare drabbade samman med de svenska förtrupperna. I stället för att retirera till Leipzig föreslog han Tilly att hela armén skulle samlas vid byn Breitenfeld utanför Leipzig.
Den 16 september övernattade de svensk-sachsiska trupperna i full stridsgruppering vid byn Wölchau omkring 2.5 mil nordost om Leipzig. På kvällen planerade Gustav II Adolf striden och truppernas gruppering inför den kommande dagen, i samråd med Johan Georg I och sin egen generalstab. Staben var enig om att man ville utmana Tilly i strid. På morgonen den 17 september gav Gustav II Adolf order om uppbrott och avtågade söderut genom kuperad terräng. Endast fem kilometer skiljde nu kungens och Tillys arméer. Efter två timmars marsch kom kungens trupper fram till Loberbäcken, vars morasfyllda stränder de med stor möda tvingades passera för att nå den angränsade byn Podelwitz. Under tiden skickade Tilly sina kroatiska och ungerska ryttarförband för att störa svenskarnas passerande av vattenhindret. Deras anfall slogs dock tillbaka när de blev beskjutna av de svenska musketerarna. Tilly tog denna skärmytsling till anledning att göra sin armé stridsberedd vid ett par åsar nära Breitenfeld.

## Slagfältets terräng
Slagfältet låg på ett svagt sluttande åkerfält ungefär en mil norr om Leipzig. Fältet sträckte sig över ett omkring 20 km² stort område mellan byarna Breitenfeld i väst, Seehausen i öst, Podelwitz i norr och Wiederitzsch i söder. Bakom Podelwitz flöt den morasfyllda Loberbäcken, som löpte från sjön Schladitzer 4 kilometer väster om byn. Den svenska armén uppställdes på det öppna fältet strax söder om Podelwitz. På arméns västra flank uppställdes den sachsiska armén, mellan byarna Zschölkau (3 kilometer nordost om Podelwitz) i norr och Göbschelwitz (2 kilometer norr om Seehausen) i söder. Mellan Breitenfeld och Seehausen löpte Galgberget (på tyska: der Galgenberg), ett par svagt sluttande åsar, där Tilly placerade sitt artilleri, medan hans armé uppställdes precis bakom åsarna. Bakom hans armé, strax nordost om Wiederitzsch, låg lövskogen Linkelwald. Tilly hade sitt vidsträckta läger mellan byarna Eutritsch (3 kilometer söder om Wiederitzsch) i öst och Möckern (4,5 kilometer söder om Breitenfeld) i väst. Från Leipzig löpte en landsväg till staden Düben i nordöstlig riktning, genom den östra delen av Linkelwald och tvärs över slagfältet innan den gick över Lober genom Zschölkau. Slagfältet korsas idag av motorvägarna A14 och Bundesstrasse 2, vilka har sin avfart till Leipzig-Mitte mellan Wiederitzsch och Seehausen.

## Slagordning

### Svenska armén

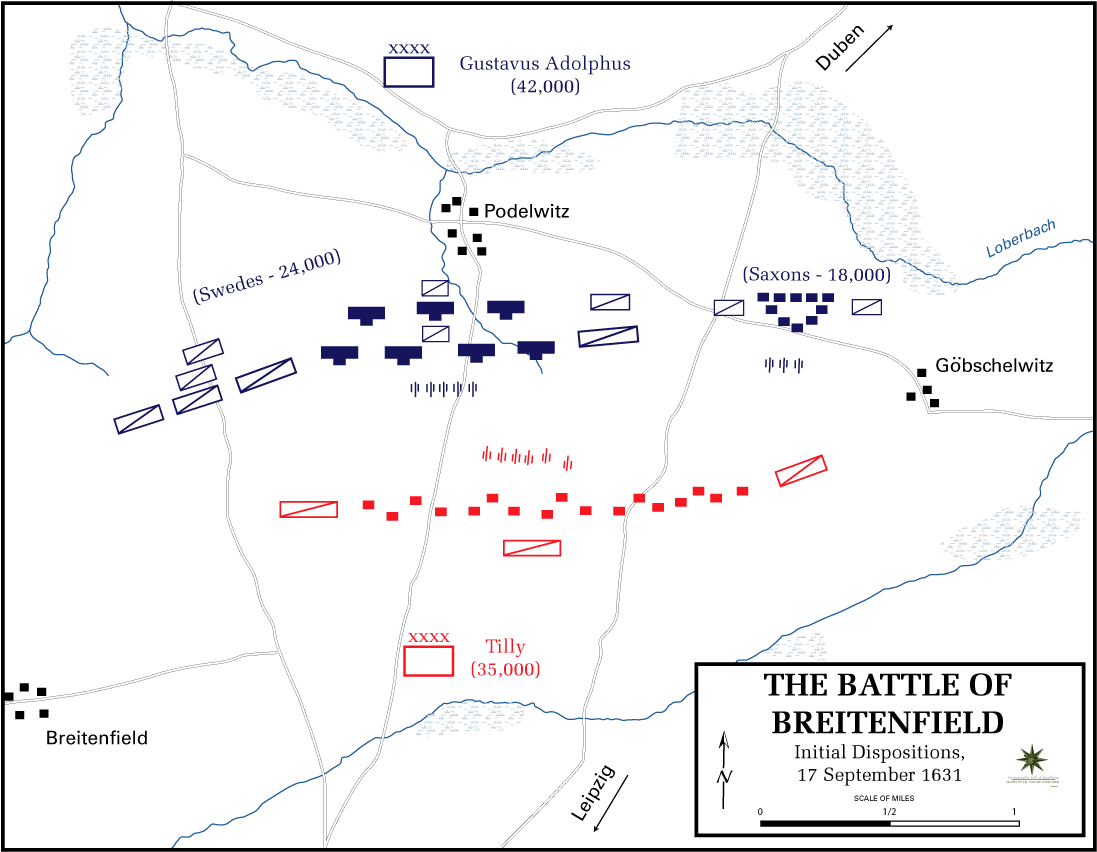
Truppernas slagordning inför det kommande slaget.

I den allierade uppställningen stod den svenska armén längst till höger, som fördelades mellan två linjer (träffen). Enligt beräkningar av militärhistorikern Julius Mankell kommenderade Gustav II Adolf vid tiden för fältslaget totalt omkring 23 520 svenska soldater. Armén utgjordes av 8 572 musketerare, 3 440 pikenerare, 464 dragoner, 7 700 ryttare och 3 344 officerare. Enligt historikern Jan Gletes studier kommenderade Gustav II Adolf vid Breitenfeld över 22 806 svenska soldater, vilka utgjordes av 14 742 fotsoldater fördelade mellan 26 infanteriregementen, 7 600 ryttare fördelade mellan 17 kavalleriregementen och ett dragonregemente på 464 man. Av kungens armé härstammade 4 628 man från Sverige och Finland medan 18 178 man var värvade legosoldater från främst de tyska staterna, de brittiska öarna och Baltikum.
På den högra flygeln förde Gustav II Adolf befälet över den första träffen och general Johan Banér förde den andra träffen. Flygelns 5 000 man utgjordes av tio kavalleriregementen och Banérs musketerarregementes 8 kompanier på 900 man, vilka placerades i luckorna mellan kavalleriskvadronerna. På den första träffen stod Nylands ryttares (även kända som hakkapeliter) 12 kompanier på 800 man under general Åke Henriksson Tott, Östgöta ryttares 4 kompanier på 150 man under överste Klaus Dietrich von Sperreuth, Smålands ryttares 8 kompanier på 400 man under överste Fredrik Stenbock, Västgöta ryttares 8 kompanier på 400 man under överstelöjtnant Knut Soop, överstelöjtnant Torsten Stålhandskes hakkapeliters 4 kompanier på 350 man samt överste Reinhold Wunschs hakkapeliters 4 kompanier på 350 man. Första träffens reserv bestod av Rhengrevens kyrassiärregementes 15 kompanier på 700 man under överste Otto Ludwig von Salm-Kyrburg-Mörchingen. På den andra träffen stod överste Sigfrid von Dāmitzs kyrassiärregementes 4 kompanier på 150 man, överste Ernst Dönhoffs kurländska kyrassiärskvadrons 4 kompanier på 200 man samt överstelöjtnant Jürgen Aderkas livländska kyrassiärregementes 5 kompanier på 300 man.
På den vänstra flygeln med sina 3 750 man förde fältmarskalk Gustaf Horn befälet över den första träffen och överste Adolf Didrik von Efferen-Hall över den andra. Flygelns trupper utgjordes av överste Berthold von Waldsteins infanteriregementes 8 kompanier på 1 000 man, vilka placerades i luckorna mellan skvadronerna, liksom fyra kavalleriregementen och ett dragonregemente. På den första träffen stod generallöjtnant Wolf Heinrich von Baudissins kyrassiärregementes 12 kompanier på 600 man samt överste Moritz Pensen von Caldenbachs kyrassiärregementes 8 kompanier på 650 man. På den andra träffen stod överste Nicholas de Courvilles kyrassiärregementes 5 kompanier på 250 man, överste Efferen-Halls kyrassiärregementes 12 kompanier på 800 man samt överste Georg Christoph von Taupadels tyska dragonskvadrons 4 kompanier på 450 man.
Centern bestod av sju infanteribrigader och tre kavalleriregementen på totalt 14 650 man. Den första träffen fördes av generalmajor Maximilian Teuffel och den andra av överste John Hepburn. Teuffels trupper på 8 650 man i den första träffen utgjordes av fyra infanteribrigader: Gula brigadens 12 kompanier på 1 700 man under honom själv, som även inbegrep en infanteriskvadron på 4 kompanier under överste Niklas von Chemnitz; överste Åke Gustafsson Oxenstiernas brigad på 1 400 man som inbegrep Dalregementets 7 kompanier under honom själv, Skaraborgs-, Närkes- och Värmlands regementen på 8 kompanier under överste Axel Lillie, samt Savolax infanteriregemente på 8 kompanier under överste Claes Hastfer; överste Erik Hands brigad på 1 750 man som inbegrep Östgöta infanteriregementes 8 kompanier under honom själv, Dals infanteriskvadrons 4 kompanier under överste Wilhelm von Salzburg, samt Västgöta regementes 8 kompanier under överste Carl Hård af Segerstad; samt Blåa brigadens 24 kompanier på 1 800 man under överste Hans Georg aus dem Winckel, som inbegrep Winckels "blåa" infanteriregementes 12 kompanier och överste Geisbrecht von Hogendorfs "röda" infanteriregementes 12 kompanier. Första träffens reserv bestod av överste Johann Philip von Ortenburgs kyrassiärregemente på 500 man, överstarna Donald Mackays och Robert Monros infanteriregementes 8 kompanier på 400 man, överste Sir James Ramsays infanteriregementes 8 kompanier på 350 man samt överste Sir John Hamiltons infanteriregementes 8 kompanier på 250 man.
Hepburns trupper på 6 000 man i den andra träffen utgjordes av tre infanteribrigader: Gröna brigadens 24 kompanier på 2 200 man under Hepburn själv, som inbegrep Hepburns "gröna" infanteriregementes 8 kompanier, baron Robert Monro av Foulis skotska infanteriregementes 8 kompanier, samt överste von Bocks musketerarregementes 8 kompanier; general Heinrich Matthias von Thurns brigad på 1 900 man som inbegrep Thurns "svarta" infanteriregementes 8 kompanier, överste Adolf Theodor von Efferen-Halls "svarta" infanteriregementes 8 kompanier, samt överste Sigfrid von Dārgitzs "vita" infanteriregementes 12 kompanier; samt överste Johann Vitzthum von Eckstädts brigad på 1 200 man som inbegrep Eckstädts "orangea" infanteriregementes 8 kompanier, överste Wilhelm Kasper von Mitschefalls infanteriskvadrons 5 kompanier, samt överstelöjtnant John Ruthwenns infanteriregementes 8 kompanier. Andra träffens reserv bestod av överste Adam Schaffmans tjeckiska och schlesiska kyrassiärskvadrons 4 kompanier på 400 man samt överste Andras Kochtitzky den yngres slaviska och pommerska ryttares 4 kompanier på 300 man.
Framför Teuffels trupper i centern stod överste Lennart Torstensons artilleri, som utgjordes av fyra 24-pundskanoner, åtta 18-pundskanoner och 42 lättare regementskanoner. Torstenson placerade de tyngre pjäserna framför mitten av den svenska centern, 24 regementskanoner placerades framför varje brigad på centerns första träff och 18 regementskanoner framför varje brigad på centerns andra träff.

### Sachsiska armén
Den sachsiska armén bestod enligt Jan Glete av 17 325 man, av vilka 12 100 var fotsoldater fördelade mellan nio infanteriregementen och 5 225 var ryttare fördelade mellan tolv kavalleriregementen. Armén medförde även 12 artilleripjäser av okänd kaliber. Armén stod uppställd till vänster om den svenska armén i traditionell formering då den inte hade haft tid att träna svensk stridsteknik. Överbefälhavare var kurfurst Johan Georg med fältmarskalk Johann Georg von Arnim som sin ställföreträdare.
Hertig Fredrik Vilhelm II av Sachsen-Altenburg förde befälet över den sachsiska centern. Centern utgjordes av nio infanteriregementen: fältmarskalk Arnims milisregemente på 2 200 man under honom själv, överste Hans Kaspar von Klitzings milisregemente på 2 200 man, överste Hans von Lösers milisregemente på 2 200 man, överste Moritz Dietrich von Starschedels infanteriregemente på 2 200 man, överste Siegmund von Wolfersdorfs fotregemente, överste Karl von Boses fotregemente, kurfurstens infanteriregemente under överste Johann Casimir von Schaumberg, överste Johann von der Pfortes fotregemente samt Dam Vitzthums fotregemente.
General Hans Rudolf von Bindauf förde befälet över den sachsiska vänsterflygeln som utgjordes av sex kavalleriregementen: Bindaufs kyrassiärregemente under honom själv, överste Ernst von Anhalt-Bernburgs kyrassiärskvadron, överste Lorenz Hofkirchens kyrassiärskvadron, överste Hans von Lösers kyrassiärskvadron, hertig Johan Filip av Sachsen-Altenburgs kyrassiärregemente på 1 200 man samt överste Bernhard von Pflugks kyrassiärregemente på 1 500 man. Fältmarskalk Arnim förde befälet över den sachsiska högerflygeln som utgjordes av sex kavalleriregementen: Arnims livgarde på 200 man under honom själv, kurfurstens livregemente på 600 man under överste Dietrich von Taube, överste Wolf Adam von Steinaus kyrassiärregemente på 500 man, överste Albrecht von Kalcksteins kyrassiärregemente, överste Wilhelm Leibs kyrassiärskvadron samt hertig Fredrik Vilhelms kyrassiärregemente under honom själv.

### Kejserlig-ligistiska armén
Den kejserlig-ligistiska armén under befäl av generalfältmarskalk Johann Tserclaes Tilly stod uppställd längs en mellan 3 och 4 kilometer lång frontlinje i öst-västlig riktning. Av trupperna var 14 700 kejserliga soldater, 15 700 ligistiska soldater och 1 000 irreguljära soldater. Totalt bestod armén av 27 artilleripjäser, 21 400 infanterister fördelade mellan fjorton infanteriregementen och 10 000 kavallerister fördelade mellan elva kyrassiärregementen och sex beridna arkebusregementen, inklusive irreguljära ryttarförband. I infanteriet ingick 8 600 kejserliga soldater, vilka bildade åtta tertior på drygt 1 000 man vardera, och 12 800 ligistiska soldater som bildade sex mer robusta tertior på över 2 000 man vardera. Majoriteten av soldaterna kom från de tyska staterna medan övriga kontingenter kom från Spanien och de kejserliga provinserna i Italien, Vallonien, Kroatien och Ungern.
General Egon von Fürstenberg förde befälet över den kejserlig-ligistiska högra flygeln, som omfattade 5 400 soldater. Flygeln utgjordes av överste Johann von Wanglers (tyska) kejserliga infanteriregemente på 1 200 man samt fem kavalleriregementen: Altsächsischs (protestantiska) kejserliga kyrassiärregemente på 300 man under överste Julius Heinrich von Sachsen-Lauenburg, Baumgartens (italienska) ligistiska kyrassiärregemente på 500 man under överste Wilhelm von Baumgarten, Cronbergs ligistiska kyrassiärregemente på 900 man under överste Adam Philip von Cronberg, Schönburgs ligistiska kyrassiärregemente på 900 man under generalfälttygmästare Schönburg samt Wengerskys (tyska) kejserliga arkebusregemente på 600 man under överste Albrecht Wengersky. I flygeln ingick irreguljära kroatiska och ungerska ryttarförband på 1 000 man under överste Johann Ludwig Hektor von Isolani.
Fältmarskalk Gottfried Heinrich zu Pappenheim förde befälet över den kejserliga vänstra flygeln, som inbegrep 5 300 soldater. Flygeln utgjordes av Schleswig-Holstein-Gottorps (tyska) kejserliga infanteriregemente på 1 500 under överste Adolf von Schleswig-Holstein-Gottorp, två arkebusregementen och fem kyrassiärregementen (kyrassiärerna var även kända som "Pappenheimare"): Bernsteins (tyska) kejserliga kyrassiärregemente på 400 man under överste Wilhelm von Bernstein, Merodes (spanska) kejserliga arkebusregemente på 500 man under överste Jean de Merode, Sachsen-Lauenburgs (tyska) kejserliga kyrassiärregemente på 600 man under överste Franz Albecht von Sachsen-Lauenburg, Piccolominis (tyska) kejserliga arkebusregemente på 800 man under general Ottavio Piccolomini, Rangonis (tyska) kejserliga kyrassiärregemente på 500 man under överste Giulio Marchese Rangoni, Strozzis (vallonska) kejserliga kyrassiärregemente på 500 man under överste Giacomo Strozzi samt Trčkas (tyska) kejserliga kyrassiärregemente på 500 man under överste Adam Erdman Trčka z Lípy.
Generalfältmarskalk Tilly förde befälet över den kejserlig-ligistiska centern, som inbegrep 18 700 soldater, med generalfälttygmästare Otto Friedrich von Schönburg auf Wesel som sin ställföreträdare. Centern utgjordes av tolv infanteriregementen: Baldiron-Dietrichsteins (spansk-italienska) kejserliga infanteriregemente på 1 100 man under överste Antoni von Baldiron-Dietrichstein, Blankarts (westfaliska) ligistiska infanteriregemente på 2 000 man under överste Otto Ludwig von Blankart, Chiesas (tysk-italienska) kejserliga infanteriregemente på 1 000 man under överste Kaspar Francesco Chiesa, Comargo-Reinachs ligistiska infanteriregemente på 2 000 man under överste Hans Ludwig von Grotta, Fürstenbergs (tyska) kejserliga infanteriregemente på 1 100 under general Fürstenberg, Gallas (tysk-italienska) kejserliga infanteriregemente på 900 man under general Matthias Gallas, Geleens (bayerska) ligistiska infanteriregemente på 2 000 man under överste Gottfried Huyn von Geleen, Göss (tyska) kejserliga infanteriregemente på 900 man under överste Max von Liechtenstein, Pappenheims ligistiska infanteriregemente på 2 400 man under överste Philipp von Pappenheim, Savellis (tyska) kejserliga infanteriregemente på 900 man under överste Federigo di Savelli, Tillys ligistiska infanteriregemente från Würzburg på 2 200 man under generalfältmarskalk Tilly samt Wahls ligistiska infanteriregemente på 2 200 man under överste Joachim Christian von Wahl.
Bakom sin center placerade Tilly en reserv på 2 000 man fördelade mellan fem kavalleriregementen under generalmajor Dietrich Ottmar von Erwitte. Reserven bestod av Erwittes ligistiska kyrassiärregemente på 600 man, Montecuccolis (tyska) kejserliga kyrassiärregemente på 300 man under överste Ernesto Montecuccoli, Caffarellis (spanska) kejserliga arkebusregemente på 300 man under överste Francesco de Caffarelli, Colloredos (tyska) kejserliga arkebusregemente på 400 man under överste Giovanni Battista von Colloredo samt Coroninis (tyska) kejserliga arkebusregemente på 400 man under överste Johann P. Coronini von Cronberg.
Det kejserliga artilleriet under generalfälttygmästare Schönburg bestod av 27 artilleripjäser, fördelade mellan elva 32-pundskanoner, fyra 16-pundskanoner, en 12-pundskartaun, tre 8-pundskanoner, två 3-pundskanoner och sex mindre kanoner. De tyngre pjäserna placerades framför mitten av den kejserlig-ligistiska centern, mittemot den svenska centern och vänsterflygeln, medan de lättare pjäserna placerades längst till höger om centern, mittemot den sachsiska armén. I intervallerna mellan pjäserna uppställdes Gallas, Tillys, Göss respektive Pappenheims infanteriregementen.

## Slaget
Vid tolvtiden inleddes slaget med en artilleriduell. Tillys artilleri startade duellen genom att koncentrera sin eld på de sachsiska trupperna och den svenska centern och vänsterflygeln. Den förra besvarade elden med sina egna kanoner. Det dröjde ett tag innan Torstensons tunga artilleri hade bringats i ställning för att avfyra sitt eget bombardemang. Det visade sig att svenskarnas kanoner var långt mer effektiva och kunde avfyras tre gånger snabbare än de kejserligas kanoner. Torstenson ändrade då riktning för att bättre kunna beskjuta fienden. De kejserlig-ligistiskas tertior blev enkla måltavlor för Torstensons kanoner, samtidigt som svenskarnas trupper var mycket glesare uppställda och stod "lika fast som en mur". Under den cirka två timmar långa kanonaden stupade omkring 1 000 svenska soldater, ungefär lika många sachsiska soldater och omkring 2 000 kejserlig-ligistiska soldater. Överste von Baumgarten var bland de första som stupade av en sachsisk kanonkula.
Under artilleriduellen vägrade båda kontrahenterna på slagfältet att avancera mot fienden. Tilly ville inte överge Galgberget, vars fördelaktiga ställning Gustav II Adolf fruktade att anfalla. Samtidigt bidrog krutröken från kanonerna och truppernas uppmarsch till att skapa stora damm- och rökmoln, som med en hård sydvästlig vind blåste rakt i ansiktet på de svenska soldaterna. För att förbigå detta beslutade sig kungen för att låta sin högra flygel göra en svängning åt vänster, i syfte att komma på sidan om vindögat. Denna rörelse observerades av Tilly och Pappenheim. Den senares kavalleriflygel hade drabbats hårt av den svenska artillerielden. Han var därför otålig att få släppa lös sitt kavalleri mot fienden, medan denne var upptagen med sin omgruppering.

### Pappenheims anfall

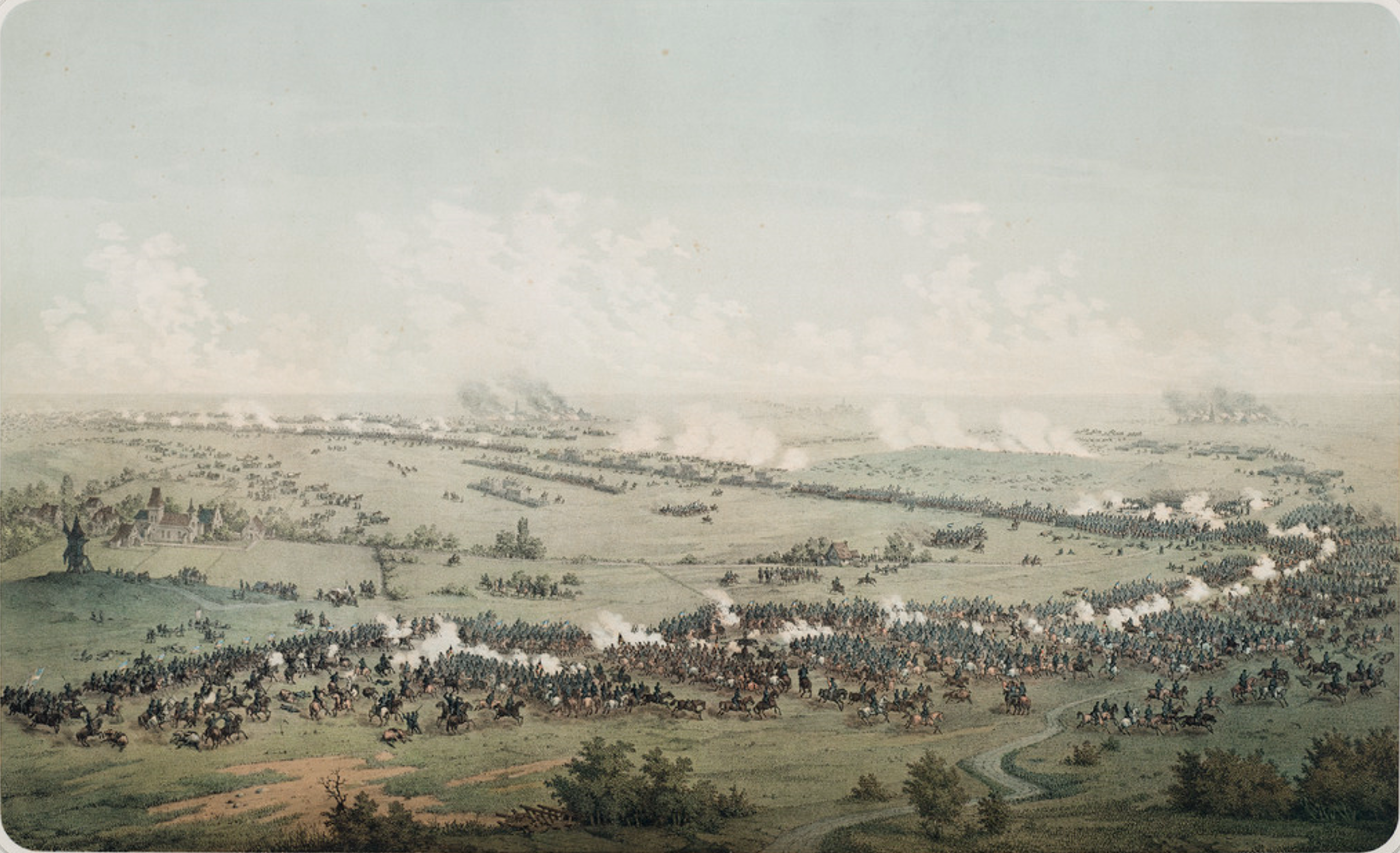
Otto August Mankells målning av fältslaget föreställande kavalleristriderna på den svenska högerflygeln.

Vid tvåtiden gick Pappenheim, utan att ha fått order till detta av Tilly, på eget bevåg med sina Pappenheimare till anfall mot den svenska högerflygeln. Han genomförde en kringgående rörelse för att undvika elden från de svenska kanonerna. Bakom hans kyrassiärer framryckte hans arkebuser och Schleswig-Holstein-Gottorps regemente. Pappenheims mål var att genom karakoll försöka bryta sig igenom Gustav II Adolfs front. Banér och kungen hade vid denna tidpunkt slutfört sin vänsterrörelse och var väl förberedda på att försvara sig mot Pappenheims anfall. Så fort dennes kyrassiärer hade avfyrat sina pistoler mot svenskarna och red inom skotthåll från Gustav II Adolfs front, avfyrade de svenska musketerarplutonerna en koncentrerad eldsalva från skvadronernas luckor. Strax efter musketerarnas eld avfyrade de svenska kyrassiärerna sina pistoler mot de annalkande kejserliga kyrassiärerna.
Träffsäkerheten hos den svenska eldgivningen fick Pappenheims kavalleri att vika tillbaka. Med hjälp av eldunderstöd från Schleswig-Holstein-Gottorps musketerare och Piccolominis och Merodes arkebuser lyckades Pappenheim omgruppera sina kyrassiärer för ett förnyat anfall. Medan de svenska musketerarna laddade om sina vapen genomförde de svenska ryttarna snabba motstötar med blanka vapen mot Pappenheims splittrade kyrassiärer. Ryttarna retirerade sedan tillbaka till sina tidigare positioner, dels för att undvika elden från Pappenheims arkebuser och musketerare och dels för att låta de svenska musketerarplutorna avfyra en ny salva mot Pappenheims kavalleri. Denna process återupprepades för varje gång som Pappenheim gjorde ett nytt försök att bryta igenom Gustav II Adolfs linjer.
| ”                                        | Ryttarna å bägge sidor anföll varandra med våldsamhet. Våra ryttare väntade att lossa pistolerna, tills fienden skjutit, och musketerarna avfyrade på nära håll en salva. Samtidigt avlossade våra ryttare sina pistoler och anföll därpå med blanka vapen. Vid deras återkomst var musketerarna redo att avlossa den andra muskötsalvan. Sålunda angripen av våra ryttare och illa tilltygad av våra musketerarplutoner, tappade fienden snart modet… | „ |
| – Robert Monro, Utdrag ur Monros dagbok. | |   |

Efter en timmes strid hade Pappenheim genomfört tre karakollanfall som alla hade slagits tillbaka av svenskarna. Trots detta bakslag var hans anfallskraft ännu inte bruten och han kunde snabbt återsamla sina tillbakakastade kyrassiärer. Då eldkraften från kungens front visade sig vara ytterst påfrestande för hans kavalleri, beslutade han sig för att förlänga sin kavallerilinje åt vänster och försöka omfatta den svenska högerflygeln. Genom denna kringgående manöver ville han rikta sina anfall mot kungens högra flank och mot Banérs förband i andra träffen. Gustav II Adolf observerade detta hot och lät därför stegvis förlänga sin egen träff till höger genom att kalla på sina reserver och Banérs förband från den andra träffen. Först ryckte Rhengrevens kyrassiärer fram till kungens högra flank, senare följt av Aderkas livländare, Dönhoffs kurländare och Kochtitzkys slaviska och pommerska ryttare. Pappenheim genomförde tre kringgående anfall och under de invecklade kavalleristriderna stupade regementscheferna Aderkas och Damitz. Trots detta kunde både Gustav II Adolf och Banér uppmuntra sina ryttare och musketerare till att bjuda envist motstånd. Med samtliga anfall tillbakaslagna tvingades Pappenheim ge vika, med svåra förluster och demoraliserade och utmattade kyrassiärer som följd. Samtidigt avancerade den Gula brigaden och efter en eldstrid kunde de skapa en lucka mellan Schleswig-Holstein-Gottorps regemente och Piccolominis arkebuser på Pappenheims högra flank.

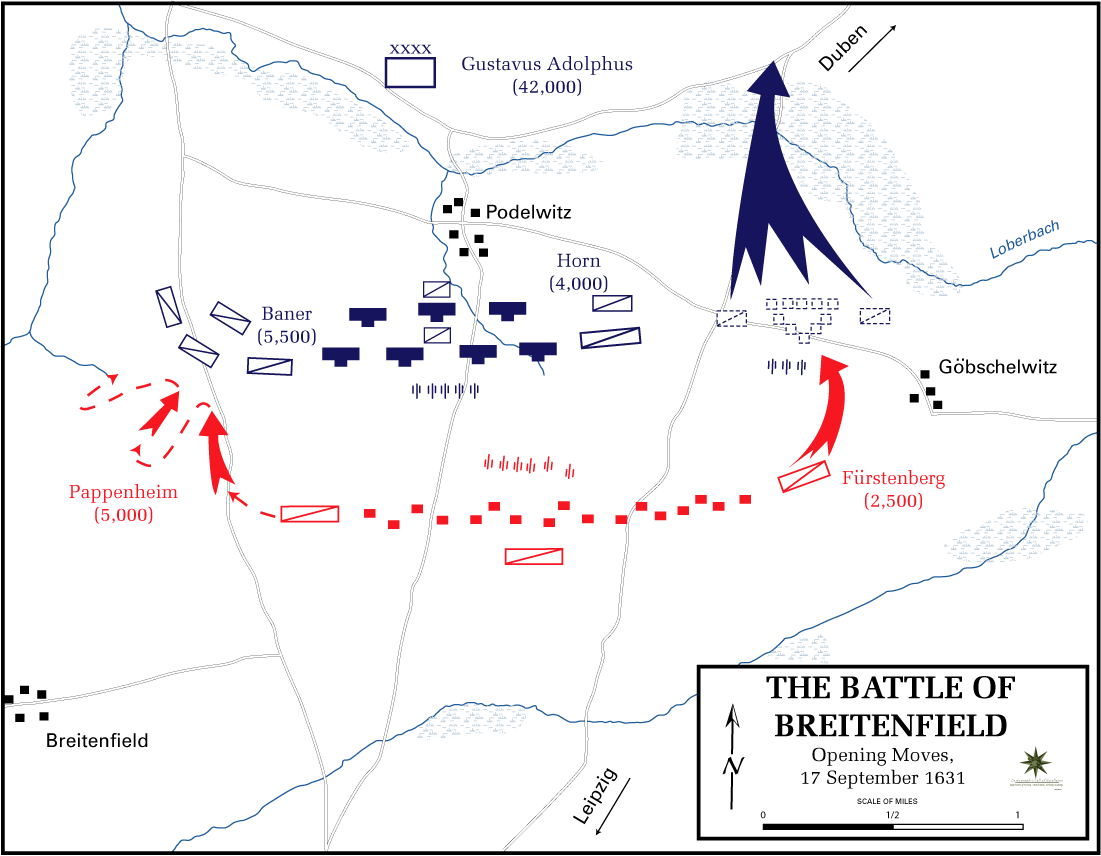
De kejserliga kavalleriflyglarna anfaller den svenska högerflygeln och den sachsiska armén. Den senare tvingas till flykt.

När Pappenheim vid sextontiden genomförde sitt sjunde och sista misslyckade försök att bryta sig igenom de svenska leden, lät Gustav II Adolf beordra Banér att med Sperreuths, Stenbocks, Soops, Totts, Stålhandskes och Wunschs ryttare rida till ett större motanfall mot Pappenheims kyrassiärer och Piccolominis och Merodes arkebuser. Banérs breda kavallerichock fick Pappenheims kyrassiärer att omgående komma i oordning, där vissa förband under Pappenheim vek tillbaka till det kejserliga artilleriet vid Galgberget, medan andra följde Piccolomini vid dennes reträtt från slagfältet. De livländska och kurländska kyrassiärerna förföljde Piccolominis kyrassiärer och drev dem på flykt mot Breitenfeld och Halle.
Med den kejserlig-ligistiska vänstra kavalleriflygeln ur spel återstod endast överste von Schleswig-Holstein-Gottorps infanteriregemente. Denne hade bildat tertio för att försvara sig mot Stålhandskes och Wunschs hakkapeliter, som försökte storma hans regemente. Då tertion gjorde kraftigt motstånd lät Banér vid sjuttontiden skicka Ortenburgs kyrassiärer och Gula brigadens musketerarplutoner, vilka avfyrade flera salvor med sina musköter och karteschladdningar från sitt regementsartilleri. Med samlad eldkraft kunde svenskarna slutligen nedgöra tertion. Av 1 500 man återstod efter striden endast 300 man av Schleswig-Holstein-Gottorps regemente. Under striden blev överste von Schleswig-Holstein-Gottorp dödligt sårad och blev som svensk krigsfånge bortförd till Eilenburg för vård, där han dog två dagar senare.

### Tillys huvudanfall och sachsisk flykt
Parallellt med Pappenheims anfall mot den svenska högerflygeln, satte Tilly igång sitt huvudanfall mot de sachsiska trupperna. En halvtimme efter Pappenheims första anfall genomförde Fürstenbergs och Isolanis kavalleri, på den kejserlig-ligistiska högerflygeln, ett eget direkt anfall mot både den sachsiska centern och vänsterflygeln, med Cronbergs och Schönburgs kyrassiärregementen i spetsen. Schönburg anföll det sachsiska hästgardet, som efter en kort strid snabbt tog till flykten. Sachsen-Altenburgs och general Bindaufs regementen gjorde kraftigt motstånd mot anfallet från Baumgartens kyrassiärregemente. Detta fick snart förstärkning av Cronbergs kavalleri, varefter general Bindauf och överste Starschedel båda blev dödsskjutna och deras regementen började fly från slagfältet. Samtidigt blev överste Steinau tillfångatagen av de kejserlig-ligistiska trupperna tillsammans med större delen av sitt regemente.
Redan vid klockan tre på eftermiddagen såg Tilly att ögonblicket var inne för ett avgörande anfall med det kejserlig-ligistiska infanteriet mot både den sachsiska armén och den svenska centerns vänstra flank. Philipp von Pappenheims och Göss tertior, med understöd av Wanglers regemente och Erwittes reservkavalleri, skred fram nerför Galgberget och genomförde en sned högerdragning mot sachsarnas tidigare ställning. Samtidigt avancerade både Gallas och Tillys tertior, där den förra skulle täcka den svenska centerns brigader medan den senare agerade som ett slags "gångjärn" mellan Gallas och Göss tertior. Vid anmarschen utsattes de kejserlig-ligistiska trupperna för Torstensons artillerield, som rev djupa hål i de tätt packade formationerna.
På grund av trycket från Fürstenbergs kavalleri, kopplat med anmarschen av Tillys infanteri, drabbades resten av den sachsiska armén vid fyratiden av panik och största delen flydde från slagfältet. Även kurfursten Johan Georg, som gjorde förtvivlade försök att rangera sina trupper till strid, drogs med i den flyende klungan. På flykten mot Eilenburg passade vissa sachsiska soldater på att plundra sin egen tross, liksom den närbelägna svenska, som under tumultet drogs med i flykten. Det sachsiska artilleriet erövrades av de kejserliga ryttarna. Ryttarna använde sachsarnas kanoner till att bombardera både de flyende sachsiska trupperna och den svenska vänsterflygeln. Delar av Fürstenbergs och Isolanis kavalleri, som segrande skrek "Victoria", jagade efter sachsarna och plundrade deras tross. På bara en timme hade den med kungen förbundna sachsiska armén upplösts, bortsett från överste Taubes livregemente och Arnims livgarde, som nu omgrupperade sig bakom den svenska vänsterflygeln. På kort tid decimerades därmed en tredjedel av Gustav II Adolfs allierade här, som nu blev numerärt underlägsen Tillys armé.

### Omgruppering av trupperna

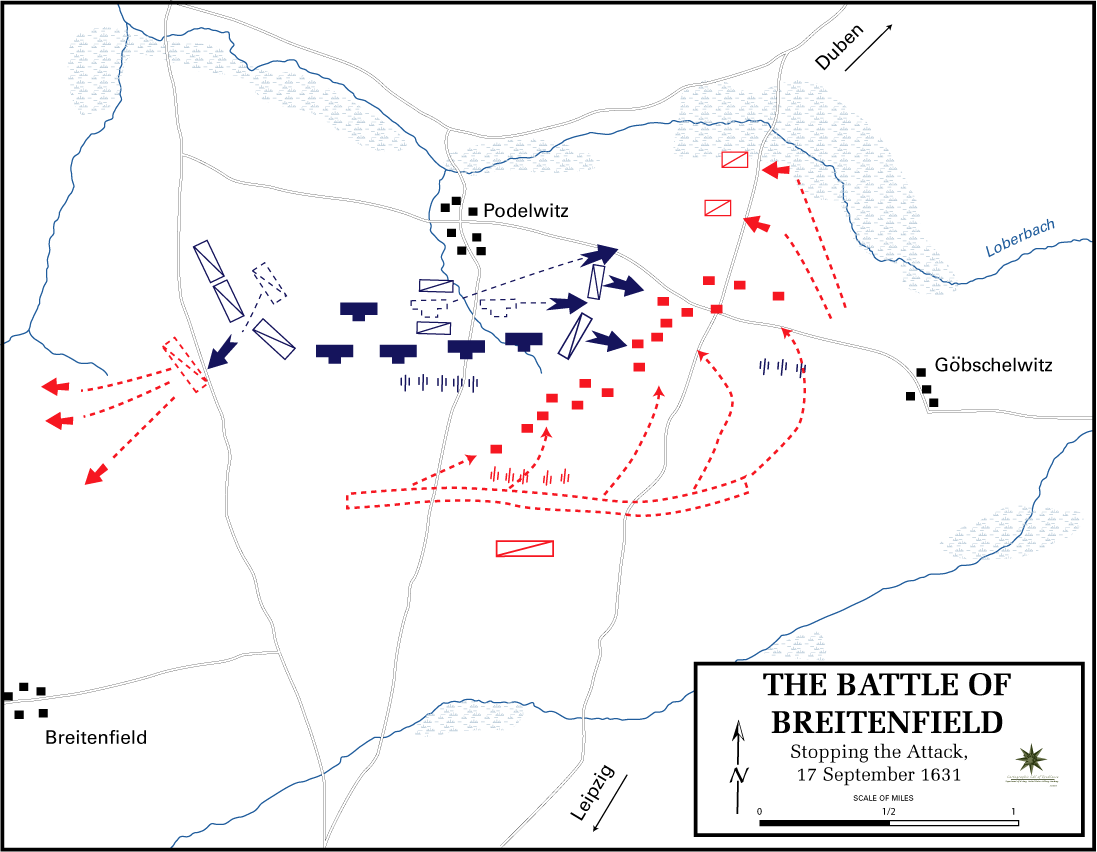
Den kejserlig-ligistiska armén drar sig åt höger för att överflygla. Den svenska armén svänger upp för att möta hotet och förlänger linjen med reservtrupper.

Tillys plan var att hans center, med eldunderstöd från artilleriet på Galgberget, och det från sachsarna erövrade artilleriet, skulle genomföra ett brett frontalanfall mot Horns öppna vänsterflank. Samtidigt gav Fürstenberg och Isolani strikta order till sina ryttare om att avbryta sitt förföljande av de sachsiska trupperna och omgruppera sig för att hugga in mot den svenska centern från sidan och bakifrån. I samverkan med Fürstenbergs och Isolanis kavalleri, tillsammans med Pappenheims anfall mot den svenska högerflygeln, skulle Tilly, genom överflygling och upprullning av Horns tunna linjer, slutligen tvinga resten av den svenska armén till reträtt. Vid ankomsten till sachsarnas tidigare ställning vände Tilly långsamt sina kejserlig-ligistiska tertior åt vänster. Förflyttningen av så stora trupper på den upptrampade jorden virvlade upp väldiga dammoln som med vinden spred sig ut till den svenska vänsterflygeln och försvårade sikten för såväl Tillys som Horns trupper. Resultatet från vänstersvängen och den svåra sikten blev att Pappenheims, Wahls, Wanglers och Reinach-Comargos infanteriregementen, omfattande 7 800 man samt omkring 1 000 soldater från övriga infanteriregementen, pressades för långt till höger. På grund av truppernas storlek blev vändningsmanövern en mycket tidskrävande process, och många soldater trängdes tätt samman och blev på så sätt oförmögna att delta i stridigheterna längst till vänster.
De lättrörliga svenska trupperna såg nu sin chans. Horn såg den nya vändningen som striden tog och reagerade omedelbart på Tillys försök att överflygla hans trupper. Han tog initiativet genom att beordra sin yttersta flygel (Baudissins och Caldenbachs kyrassiärregementen) att svänga tvärt mot vänster och lät sin bakre träff (Taupadels dragonregemente och Efferen-Halls och Courvilles kyrassiärregementen) rycka fram till fortsättningen av hans främre träff. Samtidigt rangerades Waldsteins musketerarplutoner i luckorna mellan skvadronerna.
Sålunda bildade Horn en ny försvarsfront mot vänster i rät vinkel längs med landsvägen mellan Düben och Leipzig. Vägen omgavs av djupa diken som Horn kunde utnyttja som fronthinder. Hans hastigt improviserade manöver utfördes på enbart 15 minuter och i skydd av röken och dammolnen. Innan manövern kunnat slutföras gjorde Fürstenberg ett försök att storma Horns flank. Men då Fürstenbergs kavalleri, efter att ha jagat bort de sachsiska trupperna, ännu inte hunnit omgruppera effektivt var han oförmögen att genomföra ett koncentrerat anfall. Kavalleriet gav sedan vika när det utsattes för en kraftig eldsalva från Waldsteins musketerare.

### Striderna på Horns front
Horn var väl medveten om att hans tunna linjer inte ensamma kunde försvara sig mot det kejserlig-ligistiska infanteriets förkrossande kraft, som nu omfattade omkring 20 000 man och hade förstärkts med tusentals ryttare ur Fürstenbergs kavalleri. Medan Tilly långsamt omgrupperade sina tertior för sitt avgörande infanterianfall, ville han sätta press på Horn genom att skicka Fürstenbergs återstående kavalleri, främst Baumgartens och Cronbergs kyrassiärregementen, i flera kolonner för att anfalla den svenska vänsterflygeln från sidan och bakifrån. Horn besvarade Tillys omgruppering genom att låta Baudissins och Caldenbachs kyrassiärer bedriva fördröjningsstrider mot det kejserlig-ligistiska infanteriet, med eldunderstöd från Waldsteins musketerare. Hans syfte var att störa Tillys anfallsförberedelser för att själv vinna tid för att hinna kalla på förstärkningar. På vissa platser kunde Horns snabbskjutande regementsartilleri överösa det långsamt marscherande kejserlig-ligistiska infanteriet med svärmar av druvhagel- och karteschladdningar. Samtidigt lyckades Efferen-Halls och Courvilles kyrassiärer slå tillbaka Fürstenbergs kringgående kavallerianfall. Efter detta bakslag använde Fürstenberg det erövrade sachsiska artilleriet till att bombardera de svenska kyrassiärerna. Överste Efferen-Hall och flera ur hans manskap stupade under detta bombardemang. Tilly beordrade Fürstenberg att förnya sina anfall mot Horns front, samtidigt som Tillys infanteri intog sina stridspositioner. När dessa började marschera över de djupa dikena, beslutade sig överste Caldenbach att ensam med sitt eget regemente kasta sig över det kejserlig-ligistiska infanteriet. Caldenbach och nästan hela hans manskap stupade under denna fördröjningsstrid, men hans aktion tvingade flera fientliga infanteriregementen att vika tillbaka och gav Horn mer andrum till att organisera sitt försvar.

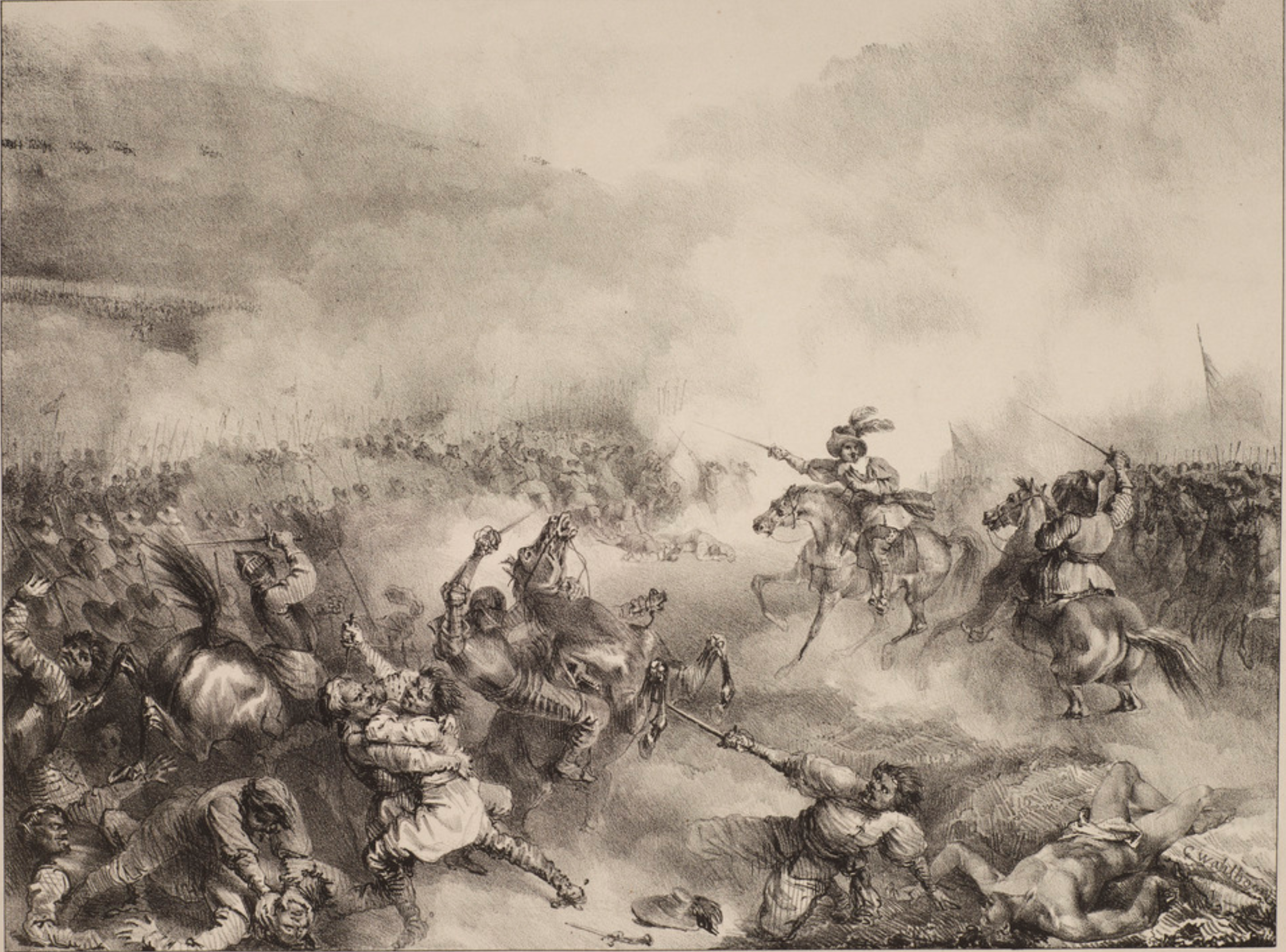
Slaget vid Breitenfeld av Carl Wahlbom.

Horn rapporterade om sin situation till generalmajor Teuffel, som i sin tur vidarebefordrade rapporten till Gustav II Adolf medan denne var upptagen med sin försvarsstrid mot Pappenheims kyrassiärer. Kungen skyndade snabbt till centern och fick där en direkt rapport från fältmarskalk Arnim om att den sachsiska armén hade slagit till reträtt och att hela den kejserlig-ligistiska armén hade vänt sig mot Horns isolerade flygel. Kungen lät omedelbart beordra Teuffel att skicka förstärkning till Horns hjälp. När Teuffel under stridens lopp skulle utföra kungens order, blev han dödad av en förlupen kula från Tillys infanteriregemente. Detta var i färd med att avancera för att konfrontera den stillastående Blåa brigaden. Gustav II Adolf red därför själv till överste Hepburn på centerns andra träff. Han beordrade honom att med andra träffens brigader, tillsammans med första och andra träffens reservtrupper, rycka fram för att förstärka Horns front. I kolonner svängde Hepburns, Eckstädts och Thurns brigader och reservtrupperna rätt till vänster och rangerade sig på den vänstra delen av Horns front, medförande sina 18 regementskanoner. Vidare förstärktes Efferen-Halls och Courvilles kyrassiärregementen med Schaffmans och Kochtitzkys ryttarkompanier. Horn kunde genom dessa förstärkningar disponera över omkring 10 000 soldater, varigenom hans slaglinje inte längre kunde överflyglas av Tillys anstormning.
Vid de svenska förstärkningarnas ankomst till Horns front avancerade Philipp von Pappenheims tertior i kolonner för att möta den Gröna brigaden. Trots att Pappenheims veteranregementen var tre gånger manstarkare än Gröna brigaden, hade den senare medfört flera regementskanoner och hade såväl solen som vinden bakom sig. Under Pappenheims marsch red Isolanis kroater med målet att uppehålla Gröna brigaden genom karakollanfall, vilka möttes med kraftiga muskötsalvor och kartescheld från Hepburns regementskanoner. När Pappenheims tertior var inom skotthåll ställde Hepburn upp sina skotska musketerare i tre led på knä och tre led upprätta. På kort tid kunde de avlossa kraftiga plutonsalvor, som tillsammans med karteschelden från regementskanonerna orsakade stort manfall i Pappenheims framryckande kolonner. Dessa besvarade elden med sina egna musköter.
Samtidigt drabbade Göss tertior samman med Eckstädts brigad och Erwittes reservkavalleri avancerade mot det svenska kavalleriet, som stod under Horns direkta ledning. Horns kavalleri rangerades som ett "gångjärn" mellan Eckstädts brigad och den Blåa brigaden i centern. När både Göss och Pappenheims tertior var nära inpå sina motståndare gick båda sidornas pikenerare till stormanfall med fällda pikar, båda understödda av Baudissins och Cronbergs ryttare, som strök genom slagfältet. Även musketerarna deltog i handgemänget genom att de använde sina gevärskolvar som klubbor. Samtidigt anföll Erwittes arkebusregementen med karakoll och artilleri Horns kavalleri. Horn besvarade Erwittes anfall med muskötsalvor från sina musketerare och motanfall med sitt kavalleri.
De hårda striderna längs hela Horns front skapade tjocka krutrök- och dammoln, som med starka västliga vindar spred sig över hela slagfältet och kraftigt försvårade såväl befälets möjlighet att överblicka slaget som soldaternas möjlighet att känna igen sina egna kamrater. Klockan fem på eftermiddagen hade dessa strider pågått en timme. Hepburn lät signalera till sina musikanter att spela skotsk marschmusik för att förhindra hans skotska trupper från att gå vilse bland rökmolnen. Samtidigt bidrog den intensiva och koncentrerade eldgivningen från Horns och Hepburns musketerare och artilleri till att det som återstod av det kejserlig-ligistiska infanteriet stannade upp, trängdes samman och förlorade sin rörelseenergi. Trots det svåra motståndet vägrade Tilly att dra sig tillbaka och hans infanteri fortsatte att sätta hård press på Horns trupper. Tillys ställningar hade dock ett mycket begränsat manöverutrymme och pressades långsamt tillbaka av Horns och Hepburns kraftiga motstötar.

### Kejserlig-ligistiska arméns upplösning

Slaget vid Breitenfeld (1631) av Matthäus Merian efter teckning av Olof Örnehufvud.

Klockan fem på eftermiddagen, då Banérs kavalleri hade drivit bort Pappenheims kavalleri från slagfältet, såg Gustav II Adolf att en stor lucka uppstod mellan den kejserlig-ligistiska centern och den flyende vänsterflygeln. Han insåg att tiden nu var kommen för honom att genomföra ett större motanfall. Efter att han skickat förstärkningar till Horns front, red kungen över till Banér vid högerflygeln för att samla sitt resterande rytteri och satte in Soop och dennes Västgöta ryttare i en kavallerichock mot Erwittes kavalleris oskyddade vänsterflank. Tillsammans med Horns kavalleri kunde Soops ryttare kasta tillbaka Erwittes kavalleri in i Tillys infanteri, vilket skapade en stor villervalla för de sammanpackade kejserlig-ligistiska trupperna.
Under tiden red kungen i spetsen för de finska hakkapeliterna samt Stenbocks, Sperreuths och Rhengrevens ryttare till ett flankanfall mot det kejserliga artilleriet. På vägen skingrades en del av Pappenheims ryttarförband som hade dragit sig tillbaka till det egna artilleriet. Kungens kavalleri red uppför Galgberget och högg ner de kejserliga artilleristerna, varpå kanonerna föll i svenska händer. Sedan red kavalleriet ner från åsen och tillsammans med Soops ryttare rullade de upp den resterande kejserlig-ligistiska centern från dess vänstra flank.
| ” | "Och så god var finnarnas anda att de uppmuntrade varandra med hög röst, återvände, störtade fram och trängde så våldsamt genom Tillys trupper att de kejserliga inte längre kunde uthärda denna trupps vilda hugg, detta anfall av män som inte kände någon dödsfruktan och som sporrades av hoppet om seger." | „ |
| – Galeazzo Gualdo Priorato, Utdrag ur greve Prioratos dagbok om när han bevittnade hakkapeliternas anfall under slagets slutskede. | |   |

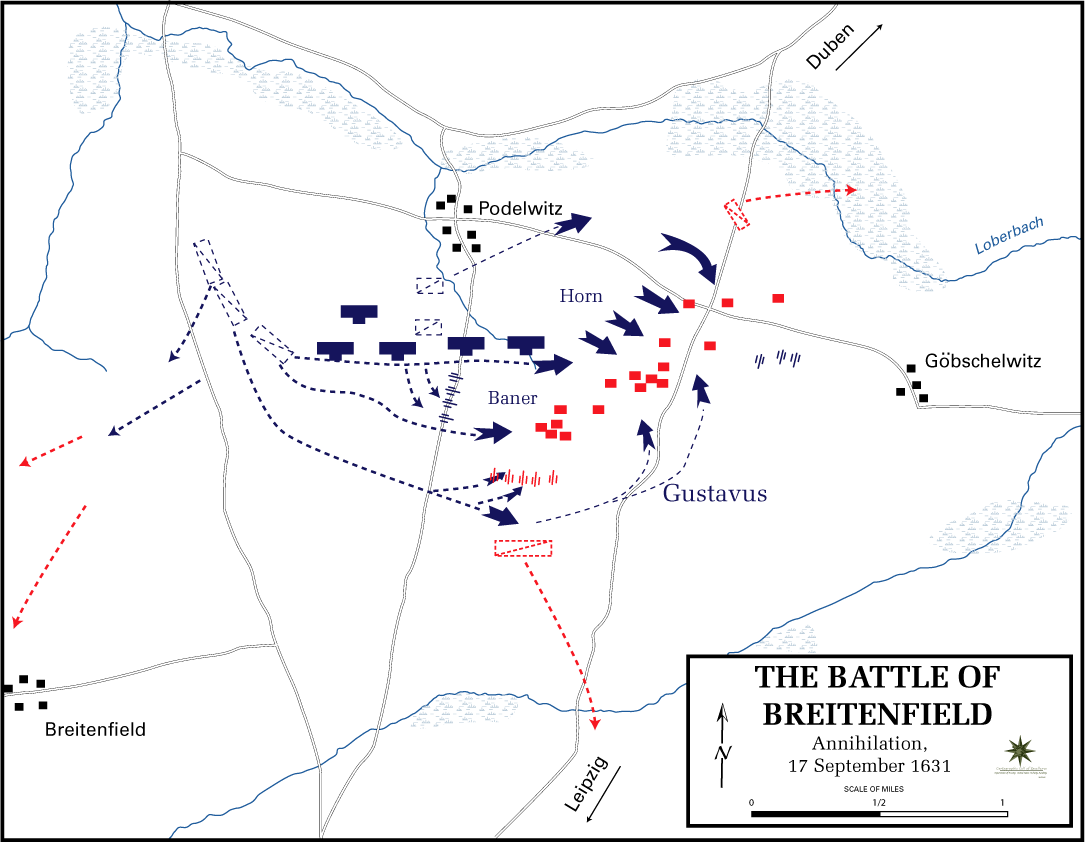
Det kejserliga kavalleriet retirerar och det kejserlig-ligistiska infanteriet blir angripen från flera håll samtidigt.

För att slutföra sin anfallsrörelse beordrade Gustav II Adolf resten av sin högra flygel och brigaderna på centerns första träff att svänga mot vänster i rät vinkel. Genom denna manöver kunde första träffens brigader besätta Galgberget, pressa tillbaka Tillys kejserlig-ligistiska infanteri och skära av deras reträttväg mot Leipzig. Samtidigt flyttade Torstenson fram sitt lättrörliga artilleri och Mackays och Monros regemente kunde återerövra sachsarnas förlorade artilleri. Tillsammans med Tillys erövrade artilleri utsattes det tätt sammanpackade kejserlig-ligistiska infanteriet nu för en kraftig korseld från svenskarnas artilleri. Mellan klockan arton och nitton på kvällen genomförde Horn sitt sista kavallerianfall mot fienden. Hepburns brigad gick i spetsen för ett infanterianfall, och kungen lät skicka Blåa brigaden till att understöda honom. Då Tillys trupper blev angripna från två håll samtidigt, kopplat med korselden från det svenska artilleriet, ledde detta till deras sammanbrott. Flera kejserlig-ligistiska tertior led katastrofala förluster och var nu oförmögna att bjuda på något större motstånd. Tillys resterande armé tvingades därmed till en oordnad reträtt. Bland stridernas offer fanns regementscheferna Erwitte, Caffarelli och Philipp Pappenheim, medan Coronini blev svensk krigsfånge. Sålunda upplöstes såväl Erwittes reservkavalleri som Philipp Pappenheims regemente, vilka flydde i panik från slagfältet.
Vid denna tidpunkt i skeendet blev Tilly sårad i bröstet och nacken av tre muskötkulor, och fick två slag i huvudet av en tysk officer tillhörande Rhengrevens regemente, som med våld försökte tillfångata honom. Tillys liv räddades då den tyske officeren blev nedskjuten av den kejserlige översten Rudolf Maximilian von Sachsen-Lauenburg. Cronbergs och Schönburgs kyrassiärer eskorterade Tilly i säkerhet till Halle. Fältmarskalk Pappenheim försökte samla sina resterande kyrassiärer och lyckades återvända till stridsvimlet. Vid denna tidpunkt hade dock resten av det kejserliga kavalleriet flytt från slagfältet och med begränsat manöverutrymme åtog sig Pappenheim uppdraget att beskydda Tillys reträtt. Spridda kejserlig-ligistiska trupper tog till flykten mot Leipzig, Merseburg och Halle. Både kungens och Horns kavalleri fullföljde striden genom en skoningslös förföljelse och högg ner eller tillfångatog alla kejserlig-ligistiska soldater som inte lyckades fly. Stora delar av den svenska armén var emellertid alltför utmattade för att genomföra ett mer energiskt förföljande, vilket räddade Tillys armé från fullständig förintelse.
Klockan sex på kvällen bildade Pappenheim tertior vid brynet av Linkelwald-skogen tillsammans med resterande delar av Baldiron-Dietrichsteins, Göss, Chiesas och Blankarts regementen. Dessa bjöd bittert motstånd mot Totts och Stenbocks ryttare som försökte storma dem, och deras avvärjningsstrid gav de resterande kejserlig-ligistiska trupperna, som var utspridda kring slagfältet, möjligheten att undkomma levande. Under striden utsattes tertiorna för artillerield från sina egna artilleripjäser, vilka nu hade vänts mot dem av Gustav II Adolfs och Horns kavalleri. Vid solnedgången hade 4 100 man i de fyra kejserliga regementena vid början av slaget reducerats till enbart 600 man. Vid mörkrets inbrott klockan nitton på kvällen bedarrade slutligen striderna. I skydd av mörkret kunde Pappenheim dra sig tillbaka från slagfältet, tillsammans med de sista kejserlig-ligistiska soldaterna. Flykten avlöpte i god ordning genom Linkelwald och i riktning mot Halle. Det utmattade svenska infanteriet övernattade på slagfältet, medan det svenska kavalleriet och Taubes sachsiska kyrassiärer fortsatte att förfölja de kejserlig-ligistiska trupperna längs vägarna mot Leipzig och Halle.
| ”                                        | "Våra lägereldar eldades med brädor från fiendens ammunitionsvagnar, och alla deras efterlämnade pikar. Och hela natten lång höll sachsarna – som smet iväg från slaget och trodde att allt var förlorat – på med att plundra våra trossvagnar. Men alla slog sig inte till ro. Gustav Adolf red i spetsen för ett kavalleri på 1 500 man i den vikande arméns spår. Vid Merseburg dagen efter hettade det till och han tog 3 000 krigsfångar; den 21 september tog han Halle. Förföljelsen var slut, slaget vid Breitenfeld var slutligt utkämpat." | „ |
| – Robert Monro, Utdrag ur Monros dagbok. | |   |

## Förluster

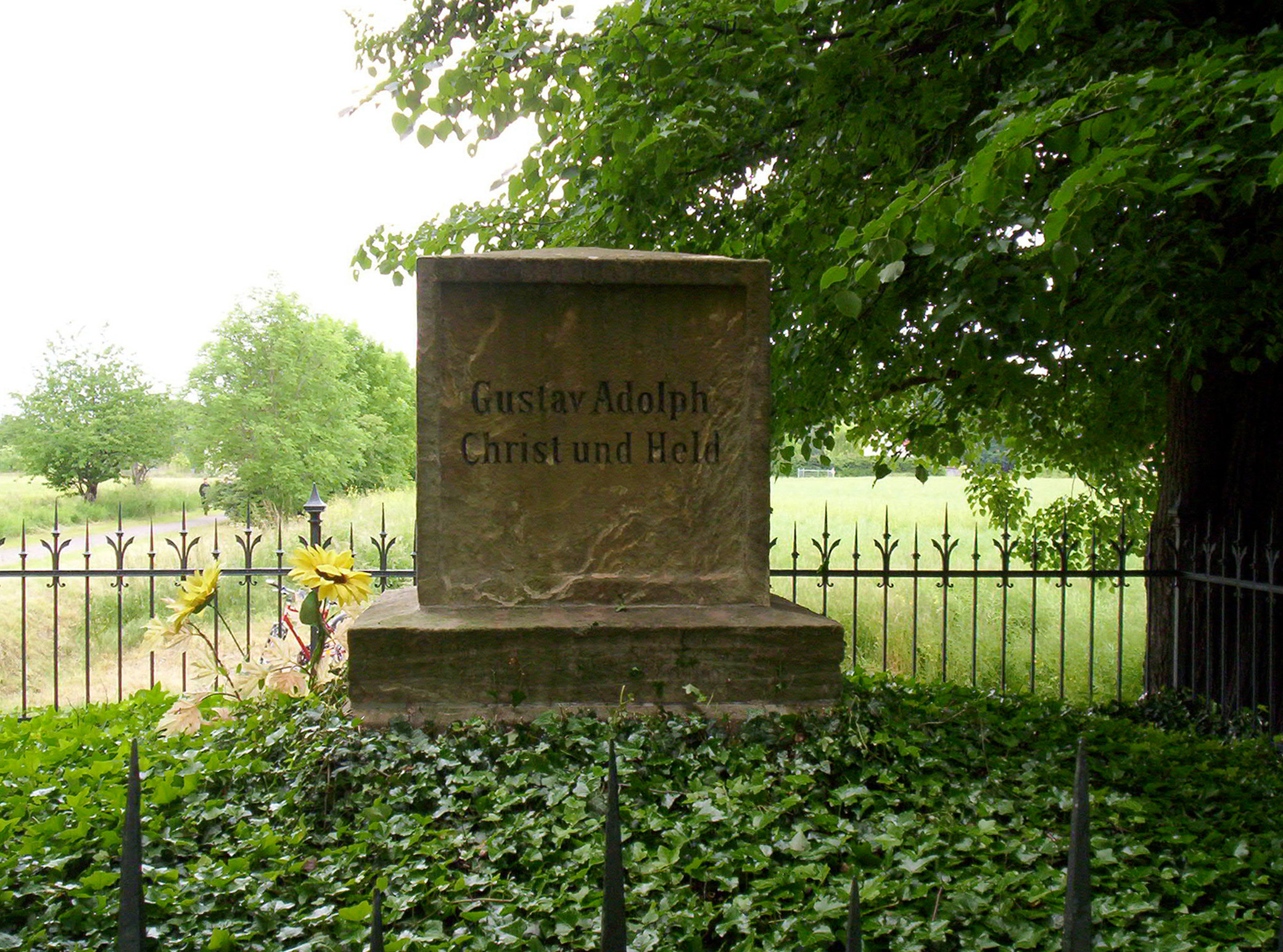
Minnesmonument vid Breitenfeld upprest under slagets tvåhundraårsjubileum. Inskriptionen på tyska lyder: Trosfrihet för världen, räddade vid Breitenfeld, Gustav Adolf, kristen och hjälte.

### Kejserlig-ligistiska armén
De kejserlig-ligistiska förlusterna var förödande. På loppet av några dagar hade Tilly förlorat två tredjedelar av sin armé. Antalet stupade vid slaget uppgick till mellan 7 000 och 8 000 man, omkring 7 600 man enligt vissa källor, och omkring 6 000 man blev tillfångatagna.
Dagen efter slaget kapitulerade 3 000 flyende kejserliga soldater inför sina förföljande sachsiska ryttare, som förföljde dem i riktning mot Leipzig. De kejserlig-ligistiska krigsfångarna från slaget blev snart rekryterade till de svenska leden, som ersättare för svenskarnas egna förluster. Upp emot 5 000 flyende kejserlig-ligistiska soldater antingen deserterade eller blev ihjälslagna av hämndlystna sachsiska bönder under dagarna efter slaget. Bland de stupade fanns generalfälttygmästare Schönburg, general Erwitte samt överstarna Baumgarten, Schleswig-Holstein-Gottorp, Caffarelli och Philipp Pappenheim. Vidare tillfångatogs överstarna Blankart, Coronini, Montecuccoli och Wangler tillsammans med ett flertal överstelöjtnanter, ryttmästare och kaptener. Fältmarskalkarna Tilly och Pappenheim samt general Fürstenberg sårades under slaget.
Tilly förlorade även alla sina 27 kanoner, sin krigskassa och 120 fanor och standar. Samtliga fälttecken transporterades som krigsbyte till Riddarholmskyrkan i Stockholm för allmän beskådan.

### Svensk-sachsiska trupperna
På svensk sida beräknades förlusterna till 3 550 man, fördelade på 2 100 man infanteri och 1 450 ryttare. Bland de stupade fanns general Teuffel, överstarna Efferen-Hall, Caldenbach och Damitz samt överstelöjtnant Aderkas. Överste Courville blev kejserlig krigsfånge.
På sachsisk sida stupade mellan 2 000 och 3 000 man. De flesta under artilleribeskjutningen vid slagets början eller under flykten undan det kejserliga kavalleriet. Bland de stupade fanns general Bindauf och överste Starschedel.

## Efter slaget

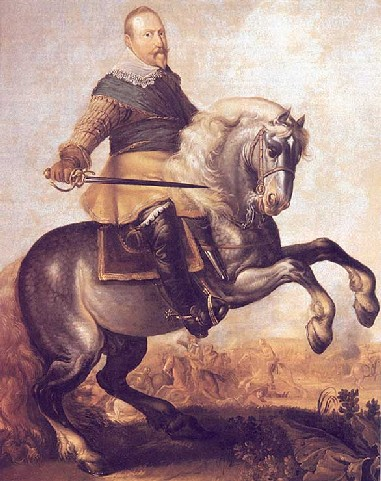
Gustav II Adolf i slaget vid Breitenfeld av en okänd konstnär.

Katolikerna hade lidit sitt första stora nederlag i kriget, som nu hade pågått i 13 år. Legosoldaten Peter Hagendorf kommenterade denna förlust:
| ”                  | "Vad vi hade stoppat i oss vid Altmark tvingades vi spy upp rejält igen utanför Leipzig." | „ |
| – Peter Hagendorf. |                                                                                           |   |

Kort efter slaget tvingades spillrorna av Tillys kejserlig-ligistiska armé att retirera söderut i två delar: Tilly mot Nördlingen i Oberpfalz medan Pappenheim marscherade mot Weser för att ligga i bakhåll mot Gustav II Adolfs reservstyrkor.
Den svenska segern vid Breitenfeld chockade omvärlden, då de tyska protestantiska staterna vunnit sin första och största seger sedan krigsutbrottet 1618. Breitenfeld kom att symbolisera lutheranernas hämnd för Magdeburgs förintelse månaderna innan. Segern gjorde det möjligt för Gustav II Adolf att välja i vilken riktning han skulle marschera därnäst. Den 15 september hölls krigsråd i Halle för att besluta om de fortsatta krigsplanerna. Ett alternativ var att gå direkt mot Wien och försöka nå en snabb avslutning av kriget. Beslutet blev att Johan Georg I:s sachsiska trupper gick mot de kejserliga arvländerna och Wien, medan svenskarna gick åt sydväst mot floden Rhen för att krossa de resterande kejserliga trupperna. Detta beslut har allt sedan dess varit diskuterat och ifrågasatt, men det är omöjligt att veta om en marsch mot Wien hade kunnat medföra gynnsamma fredsvillkor för protestanterna redan år 1632.
Kort efter krigsrådet i Halle marscherade Gustav II Adolfs armé först mot sydväst och stötte endast på sporadiskt motstånd från utspridda kejserliga trupper. Den 22 september 1631 intog han staden Erfurt och den 5 oktober kapitulerade Würzburg, vars närbelägna fästning Marienberg dock fortsatte att göra motstånd. Efter ett stormanfall erövrades Marienberg av svenskarna den 8 oktober. Den 19 november bröt Gustav II Adolf upp med 13 000 man och lämnade kvar 7 000 man som ockupationsmakt i Würzburg. Kungen marscherade nedströms floden Main och längs vägen kapitulerade flera städer och fästningar, vars garnisoner i stora skaror övergick till den svenska armén. Redan den 17 november intogs staden Frankfurt am Main utan strid. Kungens armé fortsatte sedan vägen nedför Main, nådde dess utlopp i Rhen, gick över den stora floden och efter en tre dagar lång belägring intog svenskarna den kurfurstliga residensstaden Mainz den 11 december 1631, och slog vinterkvarter där.

## Analys

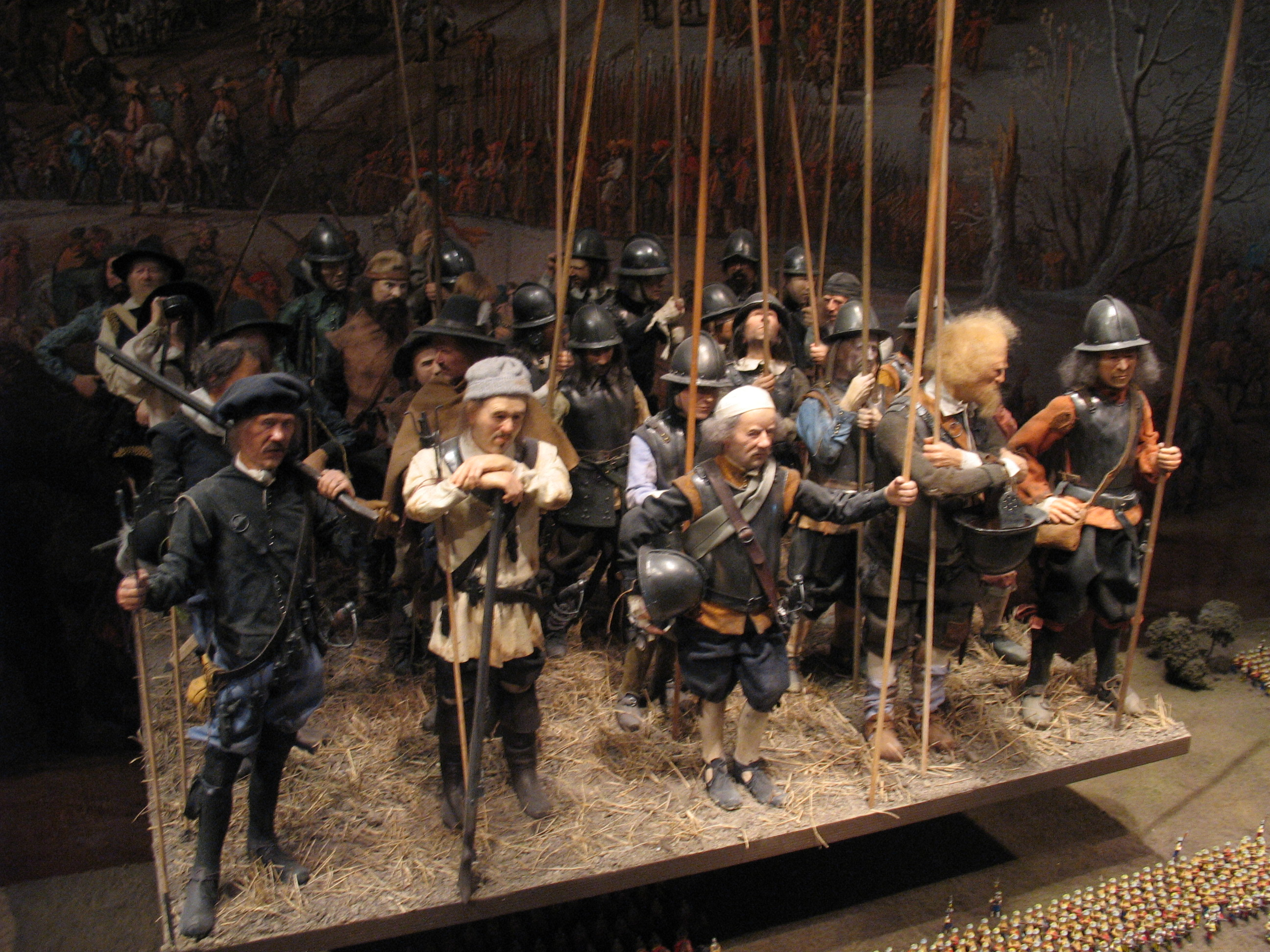
En modell av en infanterikompani enligt den "holländska skolan" under trettioåriga kriget. Utställd på Armémuseum i Stockholm. Soldatuniformer var en ovanlighet vid tiden för fältslaget vid Breitenfeld.

Vid början av 1600-talet doktrinerades Europas arméer av två stridsmetodiska system (skolor): den spansk-tyska skolan och den nederländska skolan. Den spansk-tyska skolan, vilken Johann Tserclaes Tilly vid Breitenfeld stod mycket nära, kännetecknades av mycket stora stridsenheter. Dessa bestod främst av pikenerare och vissa musketerare och formerades i stora fyrkanter benämnda som "tertior". Tertiorna var tunga i offensiven men svåra att manövrera på slagfältet. Den nederländska skolan var mer utpräglat linjär än den motsvarande spansk-tyska och kännetecknades av bataljoner. Dessa var betydligt mindre stridsenheter med både pikenerare och musketerare. Då de nederländska bataljonerna var lättare att manövrera än tertiorna men saknade de senares förkrossande tyngd vid ett frontalanfall, spelade eldgivningen en större roll för de nederländska bataljonerna än för den spansk-tyska skolan. Kavalleriet och artilleriet var av jämförelsevis underordnad betydelse i båda de stridsmetodiska systemen.
Gustav II Adolfs svenska stridsmetodik var en vidareutveckling av den nederländska stridsmetodiken och grundlades genom hans erfarenheter under Andra polska kriget. Den minsta stridsenheten vid kungens infanteri var bataljonen (då benämnd skvadronen) och inför strid sammanfördes tre till fyra bataljoner till en större stridsenhet, brigaden. Brigaden var kraftfull nog att både försvara sig mot, eller med framgång själv kunna anfalla, en tertio. Till skillnad från tertion kunde brigaden, genom dess sammansättning av bataljoner, manövrera mycket snabbare och smidigare på slagfältet. Slagordningen i Gustav II Adolfs armé var vanligtvis två linjer, med brigaderna linjegrupperade bredvid varandra i mitten och kavalleriet linjegrupperat på flyglarna. I varje bataljon stod pikenerarna i mitten och musketerarna på flyglarna. Grupperade tillsammans med kavalleriet var ett antal musketeraravdelningar.
Eldgivningen var utomordentligt viktig i Gustav II Adolfs arméstridsmetodik. Proportionellt sett var de svenska musketerarna i hans bataljon färre än i tertion eller den nederländska bataljonen, men de användes högeffektivt. Gustav II Adolf exercerade sina musketerare att avfyra salvor i stället för successiv eldgivning. Han hade också utvecklat en ny teknik för musköteldgivning; musketerarna intog tre led där det första sköt knästående, det andra hukande och det tredje i stående ställning. En koncentrerad svensk salva hade förödande verkan och öppnade vägen för ett svåremotståndligt anfall från de svenska pikenerarna. Förhållandet mellan musköter och pikar var 13 till 8. Jämfört med den nederländska formationen hade Gustav II Adolf alltså ökat pikarnas antal. Den svenska slagordningen var även mer lättrörlig då bataljonerna endast var sex led djupa och detta gjorde det möjligt att snabbt reagera på fiendens rörelser.

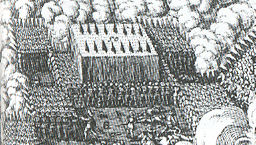
Tryck på en kejserlig tertio enligt den "spanska skolan".

Utöver musketerarnas salveld och lättrörlighet, använde sig Gustav II Adolf i strid av lätt artilleri som följde med i framryckningen och gav förödande eldverkan på nära håll. Dessutom understöddes kavalleriet inför sammanstötningar med fientligt kavalleri effektivt av elden från de närbelägna musketeraravdelningarna. Kavalleriet hade också lärt sig att, efter viss eldgivning från pistoler och musketeraravdelningar, anfalla med blanka vapen i full galopp. Den stora eldkraften hos Gustav II Adolfs musketerare och artilleri, i förening med dess slagordnings flexibilitet (brigaderna), gjorde den svenska armén mycket effektiv i försvarsstrid. Men kärnan i hans stridsmetodik, vilken starkt bidrog till segern vid Breitenfeld, var kraftsamlingen av eld från musketerare och regementsstycken för att möjliggöra en segervinnande inbrytning med blanka vapen. Denna metodik blev senare mönsterbildande för andra arméer i Europa och ett viktigt bidrag till krigskonstens utveckling.
Den kejserlig-ligistiska arméns förluster vid Breitenfeld talade för en förändring av den spansk-tyska skolan. När Wallenstein återfick sin överbefälhavarroll över armén gick han till strid mot Gustav II Adolfs armé i slaget vid Lützen 1632, där han ställde upp sitt kejserliga infanteri i bataljoner om tre linjer. Hans bataljoner var influerade av den holländska skolan och använde även Gustav II Adolfs modell för att sammanföra bataljoner i brigader. Även den svenska brigaden tvingades till reformering till följd av nederlaget vid slaget vid Nördlingen 1634.